# Championnat de France de hockey sur glace 2013-2014
Saison précédente Saison suivante
La saison 2013–2014 est la 93e saison du championnat de France de hockey sur glace.
Les Dragons de Rouen terminent la saison régulière en première position mais s'inclinent en demi-finale du championnat quatre victoires à deux face aux Ducs d'Angers. C'est finalement les Diables rouges de Briançon qui remportent ce championnat quatre manches à trois face à Angers. C'est leur premier titre en Ligue Magnus. Les Drakkars de Caen qui ont terminé derniers de la saison régulière se maintiennent en gagnant leur série de barrage quatre victoires à trois aux dépens du promu Brest. Brest se maintient finalement en Ligue Magnus à la suite du retrait de Villard qui se retrouve en Division 2.
Le Lions de Lyon, premier de la saison régulière de Division 1, monte en Ligue Magnus grâce à sa victoire trois matchs à zéro face aux Boxers de Bordeaux qui était son dauphin en saison régulière. Les Vipers de Montpellier et les Chevaliers du Lac d'Annecy sont eux relégués en Division 2. Par la suite, Montpellier est rétrogradé en Division 3.
En Division 2, les Bélougas de Toulouse et les Remparts de Tours qui ont fini à la deuxième place de leurs poules respectives en saison régulière arrivent en finale du championnat ce qui leur permet de monter en Division 1. Toulouse gagne le championnat deux matchs à zéro. Par la suite, les Élans de Champigny sont rétrogradés en Division 3 tandis que les Lions de Compiègne deviennent une équipe loisir.
Les Castors d'Avignon sacrés champions de Division 3 et les Tigres de Boulogne montent en Division 2. Par la suite, la réserve d'Épinal n'est pas réinscrite en Division 3.

## Règlement
Il s'applique pour toutes les divisions sauf pour l'attribution des points qui n'est pas la même en Division 3.

### Points
Une victoire, qu'elle soit lors du temps réglementaire, après prolongations ou tirs au but, rapporte deux points ; une défaite après prolongation ou aux tirs au but rapporte un point alors qu'une défaite lors du temps réglementaire ne rapporte aucun point.

### Classement
Les équipes sont classées en fonction du nombre de points qu'elles ont enregistré. En cas d'égalité, les critères suivants sont appliqués:
1. Points dans les rencontres directes
2. Nombre de matchs perdus par forfait
3. Nombre de buts marqués dans le temps réglementaire entre les équipes concernées
4. Différence de buts générale
5. Quotient buts marqués / buts encaissés lors de tous les matchs de la poule
6. Nombre de buts marqués lors de tous les matchs de la poule

Si après avoir épuisé tous ces critères, deux équipes sont toujours à égalité, un match de barrage est alors organisé sur terrain neutre.

## Ligue Magnus

### Équipes engagées
| Amiens Angers Brest Briançon Caen Chamonix Dijon Épinal Gap Grenoble Morzine-Avoriaz-Les Gets Rouen Strasbourg Villard |

Les équipes engagées en Ligue Magnus sont au nombre de quatorze :
- Gothiques d'Amiens
- Ducs d'Angers
- Albatros de Brest, promu de Division 1
- Diables Rouges de Briançon
- Drakkars de Caen
- Chamois de Chamonix
- Ducs de Dijon
- Dauphins d'Épinal
- Rapaces de Gap
- Brûleurs de loups de Grenoble
- Pingouins de Morzine-Avoriaz-Les Gets
- Dragons de Rouen, tenant du titre
- Étoile noire de Strasbourg
- Ours de Villard-de-Lans.

### Saison régulière
La saison régulière se joue du 7 septembre 2013 au 14 février 2014. Réunies au sein d'une poule unique, les équipes se rencontrent en matchs aller-retour. Les quatre premiers se qualifient pour les quarts de finale des séries éliminatoires, tandis que les équipes finissant de la cinquième à la douzième place doivent passer par un premier tour. Les équipes classées aux treizième et quatorzième places s'affrontent au sein d'une poule de maintien, le perdant étant relégué en Division 1.

#### Résultats
Le score de l'équipe à domicile, située dans la colonne de gauche, est inscrit en premier.
| Équipes                  | Amiens | Angers  | Brest | Briançon | Caen | Chamonix | Dijon  | Épinal  | Gap     | Grenoble | Morzine | Rouen   | Strasbourg | Villard |
| Amiens                   |        | 4-3     | 11-1  | 1-5      | 4-0  | 6-8      | 2-4    | 4-3 tab | 3-2     | 3-2      | 4-3     | 2-0     | 4-1        | 3-4 tab |
| Angers                   | 4-5    |         | 5-3   | 1-2      | 5-3  | 3-2      | 1-3    | 4-0     | 3-1     | 3-2 tab  | 2-4     | 3-4     | 5-3        | 3-2 tab |
| Brest                    | 2-4    | 3-7     |       | 2-5      | 8-2  | 1-6      | 0-1    | 8-4     | 6-5 ap  | 4-2      | 4-2     | 3-6     | 4-2        | 4-1     |
| Briançon                 | 5-0    | 4-1     | 1-2   |          | 6-1  | 3-1      | 2-3 ap | 8-4     | 4-0     | 0-2      | 5-4 ap  | 1-3     | 5-1        | 4-1     |
| Caen                     | 4-0    | 3-4 ap  | 4-2   | 0-8      |      | 0-3      | 6-3    | 3-6     | 4-3     | 1-3      | 3-1     | 4-3 ap  | 4-3 ap     | 1-4     |
| Chamonix                 | 2-9    | 3-4 ap  | 1-4   | 1-3      | 6-3  |          | 1-2    | 2-4     | 3-4 tab | 7-2      | 5-3     | 4-5     | 10-4       | 1-3     |
| Dijon                    | 3-2    | 4-1     | 11-5  | 4-7      | 5-2  | 2-3 tab  |        | 9-6     | 9-4     | 2-1      | 4-1     | 2-3     | 4-3 ap     | 2-4     |
| Épinal                   | 8-7 ap | 3-4     | 5-3   | 4-5 ap   | 8-1  | 5-2      | 4-5    |         | 6-3     | 5-3      | 5-1     | 2-6     | 7-4        | 4-1     |
| Gap                      | 4-1    | 3-4 ap  | 4-1   | 1-5      | 7-4  | 4-1      | 4-3    | 5-4 ap  |         | 2-4      | 0-3     | 2-4     | 1-5        | 2-3     |
| Grenoble                 | 3-1    | 2-3 tab | 6-2   | 4-5      | 4-2  | 1-2      | 2-1 ap | 3-2     | 5-3     |          | 7-3     | 2-1 ap  | 4-2        | 1-2 ap  |
| Morzine-Avoriaz-Les Gets | 3-4    | 3-6     | 6-3   | 5-3      | 4-2  | 1-2      | 12-1   | 5-4     | 3-4     | 7-6      |         | 1-6     | 3-5        | 4-3 ap  |
| Rouen                    | 5-4 ap | 2-1     | 6-2   | 1-2      | 9-3  | 5-2      | 3-1    | 7-4     | 2-3     | 2-0      | 8-1     |         | 8-0        | 10-0    |
| Strasbourg               | 4-3    | 5-2     | 6-3   | 2-3 ap   | 6-0  | 1-2 ap   | 3-4    | 3-5     | 7-3     | 2-3 tab  | 2-4     | 5-6 tab |            | 5-1     |
| Villard-de-Lans          | 4-2    | 1-2     | 2-1   | 2-5      | 4-1  | 5-1      | 1-4    | 6-4     | 3-8     | 3-5      | 3-2 ap  | 3-6     | 6-5 tab    |         |

#### Classement
Une victoire rapporte 2 points, une défaite en prolongation ou en tirs de fusillade 1 point et une défaite dans le temps réglementaire aucun point. Les quatre premières équipes sont qualifiées pour les quarts de finale des séries éliminatoires. Les huit équipes suivantes doivent disputer un premier tour. Les deux dernières équipes du classement s'affrontent et le perdant est relégué en Division 1.
| Clt   | Équipe                   | PJ | V  | D  | DP | BP  | BC  | Diff | Pts |
| ----- | ------------------------ | -- | -- | -- | -- | --- | --- | ---- | --- |
| +001, | Rouen                    | 26 | 21 | 3  | 2  | 121 | 57  | +64  | 44  |
| +002, | Briançon                 | 26 | 21 | 4  | 1  | 106 | 51  | +55  | 43  |
| +003, | Dijon                    | 26 | 17 | 7  | 2  | 96  | 83  | +13  | 36  |
| +004, | Angers                   | 26 | 16 | 10 | 0  | 84  | 74  | +10  | 32  |
| +005, | Grenoble                 | 26 | 14 | 9  | 3  | 79  | 70  | +9   | 31  |
| +006, | Amiens                   | 26 | 13 | 10 | 3  | 93  | 87  | +6   | 29  |
| +007, | Villard-de-Lans          | 26 | 13 | 11 | 2  | 72  | 90  | -18  | 28  |
| +008, | Épinal                   | 26 | 12 | 11 | 3  | 116 | 112 | +4   | 27  |
| +009, | Chamonix                 | 26 | 11 | 13 | 2  | 81  | 87  | -6   | 24  |
| +010, | Strasbourg               | 26 | 8  | 11 | 7  | 89  | 104 | -15  | 23  |
| +011, | Morzine-Avoriaz-Les Gets | 26 | 10 | 14 | 2  | 89  | 101 | -12  | 22  |
| +012, | Gap                      | 26 | 10 | 14 | 2  | 82  | 100 | -18  | 22  |
| +013, | Brest                    | 26 | 9  | 17 | 0  | 81  | 115 | -34  | 18  |
| +014, | Caen                     | 26 | 7  | 18 | 1  | 61  | 119 | -58  | 15  |

- Qualifié pour les quarts de finale
- Qualifié pour le tour préliminaire
- Dispute la poule de maintien

#### Meilleurs pointeurs
| Joueur          | Équipe   | PJ | B  | A  | Pts | Pun |
| --------------- | -------- | -- | -- | -- | --- | --- |
| Danick Bouchard | Amiens   | 26 | 24 | 27 | 51  | 14  |
| Michal Petrák   | Épinal   | 26 | 18 | 33 | 51  | 34  |
| Dave Labrecque  | Briançon | 25 | 16 | 34 | 50  | 26  |
| Denny Kearney   | Briançon | 25 | 21 | 27 | 48  | 26  |
| Ján Plch        | Épinal   | 26 | 21 | 26 | 47  | 14  |

#### Affluences
| Club                                  | Affluence totale | Moy   | % de remplissage |
| ------------------------------------- | ---------------- | ----- | ---------------- |
| Gothiques d'Amiens                    | 37 223           | 2 863 | 84 %             |
| Ducs d'Angers                         | 11 614           | 893   | 86 %             |
| Albatros de Brest                     | 16 359           | 1 258 | 84 %             |
| Diables rouges de Briançon            | 19 877           | 1 529 | 66 %             |
| Drakkars de Caen                      | 11 800           | 907   | 61 %             |
| Chamois de Chamonix                   | 14 631           | 1 125 | 66 %             |
| Ducs de Dijon                         | 9 987            | 768   | 77 %             |
| Gamyo Épinal                          | 18 619           | 1 432 | 80 %             |
| Rapaces de Gap                        | 25 655           | 1 973 | 70 %             |
| Brûleurs de loups de Grenoble         | 36 700           | 3 058 | 87 %             |
| Pingouins de Morzine-Avoriaz-Les Gets | 10 884           | 837   | 65 %             |
| Dragons de Rouen                      | 34 058           | 2 619 | 95 %             |
| Étoile noire de Strasbourg            | 19 333           | 1 487 | 62 %             |
| Ours de Villard-de-Lans               | 9 670            | 743   | 37 %             |
| Total                                 | 296 177          | 1 627 |                  |

### Séries éliminatoires
Le tour préliminaire et les quarts de finale se jouent au meilleur des cinq matchs. Les demi-finales et la finale se jouent au meilleur des sept matchs.

#### Tableau
|  | Tour préliminaire | Tour préliminaire        | Tour préliminaire |                          |                 | Quarts de finale | Quarts de finale | Quarts de finale |   |  | Demi-finales | Demi-finales | Demi-finales |   |  | Finale | Finale | Finale |
|  |                   |                          |                   |                          |                 |                  |                  |                  |   |  |              |              |              |   |  |        |        |        |
|  | 8                 | Épinal                   | 0                 |                          |                 |                  |                  |                  |   |  |              |              |              |   |  |        |        |        |
|  | 9                 | Chamonix                 | 3                 |                          |                 |                  |                  |                  |   |  |              |              |              |   |  |        |        |        |
|  | 9                 | Chamonix                 | 3                 |                          | 1               | Rouen            | 3                |                  |   |  |              |              |              |   |  |        |        |        |
|  |                   |                          |                   |                          | 1               | Rouen            | 3                |                  |   |  |              |              |              |   |  |        |        |        |
|  |                   |                          | 9                 | Chamonix                 | 0               |                  |                  |                  |   |  |              |              |              |   |  |        |        |        |
|  |                   |                          | 9                 | Chamonix                 | 0               |                  |                  |                  |   |  |              |              |              |   |  |        |        |        |
|  |                   |                          |                   |                          |                 |                  |                  |                  |   |  |              |              |              |   |  |        |        |        |
|  |                   |                          |                   |                          |                 |                  |                  |                  |   |  |              |              |              |   |  |        |        |        |
|  |                   |                          |                   |                          |                 |                  | 1                | Rouen            | 2 |  |              |              |              |   |  |        |        |        |
|  |                   |                          |                   |                          |                 |                  |                  |                  | 2 |  |              |              |              |   |  |        |        |        |
|  |                   | 4                        | Angers            | 4                        |                 |                  |                  |                  |   |  |              |              |              |   |  |        |        |        |
|  | 5                 | 4                        | Angers            | 4                        | Grenoble        | 2                |                  |                  |   |  |              |              |              |   |  |        |        |        |
|  | 5                 |                          |                   |                          | Grenoble        | 2                |                  |                  |   |  |              |              |              |   |  |        |        |        |
|  | 12                | Gap                      | 3                 |                          |                 |                  |                  |                  |   |  |              |              |              |   |  |        |        |        |
|  | 12                | Gap                      | 3                 |                          | 4               | Angers           | 3                |                  |   |  |              |              |              |   |  |        |        |        |
|  |                   |                          |                   |                          | 4               | Angers           | 3                |                  |   |  |              |              |              |   |  |        |        |        |
|  |                   |                          | 12                | Gap                      | 0               |                  |                  |                  |   |  |              |              |              |   |  |        |        |        |
|  |                   |                          | 12                | Gap                      | 0               |                  |                  |                  |   |  |              |              |              |   |  |        |        |        |
|  |                   |                          |                   |                          |                 |                  |                  |                  |   |  |              |              |              |   |  |        |        |        |
|  |                   |                          |                   |                          |                 |                  |                  |                  |   |  |              |              |              |   |  |        |        |        |
|  |                   |                          |                   |                          |                 |                  |                  |                  |   |  |              | 4            | Angers       | 3 |  |        |        |        |
|  |                   |                          |                   |                          |                 |                  |                  |                  |   |  |              |              |              |   |  |        |        |        |
|  |                   | 2                        | Briançon          | 4                        |                 |                  |                  |                  |   |  |              |              |              |   |  |        |        |        |
|  | 7                 | 2                        | Briançon          | 4                        | Villard-de-Lans | 3                |                  |                  |   |  |              |              |              |   |  |        |        |        |
|  | 7                 |                          |                   |                          | Villard-de-Lans | 3                |                  |                  |   |  |              |              |              |   |  |        |        |        |
|  | 10                | Strasbourg               | 1                 |                          |                 |                  |                  |                  |   |  |              |              |              |   |  |        |        |        |
|  | 10                | Strasbourg               | 1                 |                          | 2               | Briançon         | 3                |                  |   |  |              |              |              |   |  |        |        |        |
|  |                   |                          |                   |                          | 2               | Briançon         | 3                |                  |   |  |              |              |              |   |  |        |        |        |
|  |                   |                          | 7                 | Villard-de-Lans          | 1               |                  |                  |                  |   |  |              |              |              |   |  |        |        |        |
|  |                   |                          | 7                 | Villard-de-Lans          | 1               |                  |                  |                  |   |  |              |              |              |   |  |        |        |        |
|  |                   |                          |                   |                          |                 |                  |                  |                  |   |  |              |              |              |   |  |        |        |        |
|  |                   |                          |                   |                          |                 |                  |                  |                  |   |  |              |              |              |   |  |        |        |        |
|  |                   |                          |                   |                          |                 |                  | 2                | Briançon         | 4 |  |              |              |              |   |  |        |        |        |
|  |                   |                          |                   |                          |                 |                  |                  |                  | 4 |  |              |              |              |   |  |        |        |        |
|  |                   | 3                        | Dijon             | 0                        |                 |                  |                  |                  |   |  |              |              |              |   |  |        |        |        |
|  | 6                 | 3                        | Dijon             | 0                        | Amiens          | 2                |                  |                  |   |  |              |              |              |   |  |        |        |        |
|  | 6                 |                          |                   |                          | Amiens          | 2                |                  |                  |   |  |              |              |              |   |  |        |        |        |
|  | 11                | Morzine-Avoriaz-Les Gets | 3                 |                          |                 |                  |                  |                  |   |  |              |              |              |   |  |        |        |        |
|  | 11                | Morzine-Avoriaz-Les Gets | 3                 |                          | 3               | Dijon            | 3                |                  |   |  |              |              |              |   |  |        |        |        |
|  |                   |                          |                   |                          | 3               | Dijon            | 3                |                  |   |  |              |              |              |   |  |        |        |        |
|  |                   |                          | 11                | Morzine-Avoriaz-Les Gets | 1               |                  |                  |                  |   |  |              |              |              |   |  |        |        |        |
|  |                   |                          | 11                | Morzine-Avoriaz-Les Gets | 1               |                  |                  |                  |   |  |              |              |              |   |  |        |        |        |
|  |                   |                          |                   |                          |                 |                  |                  |                  |   |  |              |              |              |   |  |        |        |        |

#### Quarts de finale

##### Rouen contre Chamonix
| 28 février 2014 | Rouen | 7-3 (2-0, 3-1, 2-2) | Chamonix | Île Lacroix 2 747 spectateurs |

| Feuille de match | Feuille de match | Feuille de match                        | Feuille de match | Feuille de match                                                           |
| ---------------- | --- | --------------------------------------- | --- | -------------------------------------------------------------------------- |
|                  | J. Desrosiers (FP. Guénette, J. Janil) — 8 min (SN) J. Vas (MA. Thinel) — 8 min 36 s FP. Guénette (J. Desrosiers, Y. Riendeau) — 28 min 35 s MA. Thinel (L. Lampérier, L. Lahesalu) — 31 min 5 s - MA. Thinel (A. Rech, J. Vas) — 39 min 49 s J. Štefanka (J. Vas, A. Manavian) — 45 min 38 s (IN) L. Lampérier (J. Vas, MA. Thinel) — 46 min 3 s - | 1-0 2-0 3-0 4-0 4-1 5-1 6-1 7-1 7-2 7-3 | - C. Masson (L. Gras, B. Patry) — 31 min 59 s - A. Hascoët (M. Terrier) — 46 min 12 s R. Silvennoinen (C. Masson) — 59 min 29 s | Arbitrage : Nicolas Barbez et Damien Bliek Matthieu Loos et David Courgeon |
| Gabriel Girard   | Gardiens | Clément Fouquerel                       | | Arbitrage : Nicolas Barbez et Damien Bliek Matthieu Loos et David Courgeon |
| 20 min           | Pénalités | 8 min                                   | | Arbitrage : Nicolas Barbez et Damien Bliek Matthieu Loos et David Courgeon |
| 37               | Tirs | 18                                      | | Arbitrage : Nicolas Barbez et Damien Bliek Matthieu Loos et David Courgeon |

| 1er mars 2014 | Rouen | 6-5 (pr) (1-2, 2-2, 2-1, 1-0) | Chamonix | Île Lacroix 2 747 spectateurs |

| Feuille de match | Feuille de match | Feuille de match                            | Feuille de match | Feuille de match                                                              |
| ---------------- | --- | ------------------------------------------- | --- | ----------------------------------------------------------------------------- |
|                  | J. Štefanka (J. Desrosiers, Y. Riendeau) — 1 min 31 s (SN) - M. Gureň (L. Lampérier, J. Vas) — 20 min 17 s (SN) - FP. Guénette (J. Desrosiers) — 35 min 50 s - Y. Riendeau (J. Desrosiers, J. Vas) — 44 min 13 s J. Mielonen (Y. Riendeau, J. Janil) — 58 min 47 s (SN) Y. Riendeau (J. Desrosiers, A. Manavian) — 68 min 21 s | 1-0 1-1 1-2 2-2 2-3 2-4 3-4 3-5 4-5 5-5 6-5 | - C. Masson (K. Hardy, L. Gras) — 7 min 9 s (SN) K. Gadoury (J. Tremblay, V. Kara) — 7 min 57 s - L. Gras — 29 min 3 s (2 SN) K. Hardy (B. Patry, L. Gras) — 29 min 3 s (SN) - B. Patry (K. Hardy, L. Gras) — 43 min 7 s (SN) - | Arbitrage : Laurent Garbay et Jimmy Bergamelli Jérémy Metais et Pierre Dehaen |
| Gabriel Girard   | Gardiens | Clément Fouquerel                           | | Arbitrage : Laurent Garbay et Jimmy Bergamelli Jérémy Metais et Pierre Dehaen |
| 30 min           | Pénalités | 18 min                                      | | Arbitrage : Laurent Garbay et Jimmy Bergamelli Jérémy Metais et Pierre Dehaen |
| 40               | Tirs | 23                                          | | Arbitrage : Laurent Garbay et Jimmy Bergamelli Jérémy Metais et Pierre Dehaen |

| 4 mars 2013 | Chamonix | 1-5 (0-1, 1-3, 0-1) | Rouen | Centre sportif Richard-Bozon 2 472 spectateurs |

| Feuille de match  | Feuille de match                                    | Feuille de match        | Feuille de match | Feuille de match                                                                 |
| ----------------- | --------------------------------------------------- | ----------------------- | --- | -------------------------------------------------------------------------------- |
|                   | - L. Gras (K. Hardy, B. Patry) — 20 min 44 s (SN) - | 0-1 1-1 1-2 1-3 1-4 1-5 | J. Desrosiers (FP. Guénette, J. Janil) — 12 min 30 s (SN) - J. Štefanka (A. Rech, L. Benoît) — 22 min 19 s A. Rech — 25 min 59 s (IN) FP. Guénette (J. Desrosiers, Y. Riendeau) — 30 min 1 s FP. Guénette (Y. Riendeau, J. Janil) — 45 min 40 s (SN) | Arbitrage : Bruno Colleoni et Savice Fabre Sébastien Geoffroy et Gwilherm Margry |
| Clément Fouquerel | Gardiens                                            | Gabriel Girard          | | Arbitrage : Bruno Colleoni et Savice Fabre Sébastien Geoffroy et Gwilherm Margry |
| 10 min            | Pénalités                                           | 14 min                  | | Arbitrage : Bruno Colleoni et Savice Fabre Sébastien Geoffroy et Gwilherm Margry |
| 31                | Tirs                                                | 34                      | | Arbitrage : Bruno Colleoni et Savice Fabre Sébastien Geoffroy et Gwilherm Margry |

##### Angers contre Gap
| 28 février 2014 | Angers | 5-3 (3-1, 1-2, 1-0) | Gap | Patinoire du Haras 1 052 spectateurs |

| Feuille de match | Feuille de match | Feuille de match                | Feuille de match | Feuille de match                                                              |
| ---------------- | --- | ------------------------------- | --- | ----------------------------------------------------------------------------- |
|                  | F. Börjesson (J. Skinnars, J. Bellemare) — 1 min 53 s (SN) T. Balúch (J. Skinnars, T. Crowder) — 5 min 18 s - É. Fortier (F. Börjesson) — 19 min 29 s - T. Crowder (J. Skinnars, J. Bellemare) — 27 min 51 s (SN) - B. Walls (É. Fortier, T. Crowder) — 59 min 36 s (CV) | 1-0 2-0 2-1 3-1 3-2 4-2 4-3 5-3 | - A. Cornaire (R. Valchař, N. Arrossamena) — 9 min 26 s - K. Syväsalmi (J. Virpiö, C. Circelli) — 25 min 47 s (SN) - R. Valchař (P. Hirvonen, N. Arrossamena) — 39 min 3 s - | Arbitrage : Jimmy Bergamelli et Laurent Garbay Matthieu Loos et Jérémy Metais |
| Florian Hardy    | Gardiens | Michael Garman                  | | Arbitrage : Jimmy Bergamelli et Laurent Garbay Matthieu Loos et Jérémy Metais |
| 24 min           | Pénalités | 18 min                          | | Arbitrage : Jimmy Bergamelli et Laurent Garbay Matthieu Loos et Jérémy Metais |
| 24               | Tirs | 18                              | | Arbitrage : Jimmy Bergamelli et Laurent Garbay Matthieu Loos et Jérémy Metais |

| 1er mars 2014 | Angers | 6-3 (3-0, 1-2, 2-1) | Gap | Patinoire du Haras 1 052 spectateurs |

| Feuille de match | Feuille de match | Feuille de match                    | Feuille de match | Feuille de match                                                             |
| ---------------- | --- | ----------------------------------- | --- | ---------------------------------------------------------------------------- |
|                  | T. Crowder (J. Skinnars, J. Bellemare) — 16 min 28 s B. Walls (É. Fortier, R. Gaborit) — 18 min 9 s J. Bellemare (T. Crowder, J. Skinnars) — 18 min 39 s - R. Gaborit — 27 min 11 s (TP) - J. Albert (É. Fortier, B. Walls) — 56 min T. Crowder (É. Fortier, G. Lévèque) — 57 min 17 s | 1-0 2-0 3-0 3-1 4-1 4-2 4-3 5-3 6-3 | - R. Vondráček (R. Valchař, N. Arrossamena) — 23 min 42 s - N. Arrossamena (R. Vondráček, R. Valchař) — 34 min 30 s N. Arrossamena (K. Syväsalmi, R. Vondráček) — 51 min 32 s - | Arbitrage : Bruno Colleoni et Alexandre Hauchart Matthieu Loos et Yann Furet |
| Florian Hardy    | Gardiens | Michael Garman                      | | Arbitrage : Bruno Colleoni et Alexandre Hauchart Matthieu Loos et Yann Furet |
| 56 min           | Pénalités | 26 min                              | | Arbitrage : Bruno Colleoni et Alexandre Hauchart Matthieu Loos et Yann Furet |
| 27               | Tirs | 20                                  | | Arbitrage : Bruno Colleoni et Alexandre Hauchart Matthieu Loos et Yann Furet |

| 4 mars 2014 | Gap | 0-5 (0-1, 0-0, 0-4) | Angers | Stade de glace Alp'Arena 2 982 spectateurs |

| Feuille de match | Feuille de match | Feuille de match    | Feuille de match | Feuille de match                                                                 |
| ---------------- | ---------------- | ------------------- | --- | -------------------------------------------------------------------------------- |
|                  | -                | 0-1 0-2 0-3 0-4 0-5 | B. Walls (R. Gaborit) — 6 min 46 s (SN) J. Albert (B. Henderson, P. Bahain) — 41 min 31 s B. Henderson (J. Albert) — 43 min 15 s T. Crowder (J. Skinnars, M. Busto) — 52 min 24 s B. Walls (A. Mrena) — 52 min 42 s | Arbitrage : Alexandre Bourreau et Jérémy Rauline Guillaume Gielly et Adrian Popa |
| Michael Garman   | Gardiens         | Florian Hardy       | | Arbitrage : Alexandre Bourreau et Jérémy Rauline Guillaume Gielly et Adrian Popa |
| 12 min           | Pénalités        | 8 min               | | Arbitrage : Alexandre Bourreau et Jérémy Rauline Guillaume Gielly et Adrian Popa |
| 30               | Tirs             | 37                  | | Arbitrage : Alexandre Bourreau et Jérémy Rauline Guillaume Gielly et Adrian Popa |

##### Briançon contre Villard-de-Lans
| 28 février 2014 | Briançon | 3-0 (0-0, 1-0, 2-0) | Villard-de-Lans | Patinoire René-Froger 2 128 spectateurs |

| Feuille de match | Feuille de match | Feuille de match | Feuille de match | Feuille de match                                                                  |
| ---------------- | --- | ---------------- | ---------------- | --------------------------------------------------------------------------------- |
|                  | MA. Bernier (D. Labrecque, F. Chakiachvili) — 23 min 47 s D. Kearney (D. Labrecque, MA. Bernier) — 41 min 30 s (SN) D. Kearney (MA. Bernier, D. Raux) — 51 min 24 s (SN) | 1-0 2-0 3-0      | -                | Arbitrage : Geoffrey Barcelo et Alexandre Bourreau Adrian Popa et Gwilherm Margry |
| Ronan Quemener   | Gardiens | Jeff Lerg        |                  | Arbitrage : Geoffrey Barcelo et Alexandre Bourreau Adrian Popa et Gwilherm Margry |
| 12 min           | Pénalités | 20 min           |                  | Arbitrage : Geoffrey Barcelo et Alexandre Bourreau Adrian Popa et Gwilherm Margry |
| 40               | Tirs | 18               |                  | Arbitrage : Geoffrey Barcelo et Alexandre Bourreau Adrian Popa et Gwilherm Margry |

| 1er mars 2014 | Briançon | 4-2 (2-0, 1-2, 1-0) | Villard-de-Lans | Patinoire René-Froger 2 082 spectateurs |

| Feuille de match | Feuille de match | Feuille de match        | Feuille de match                                                                                    | Feuille de match                                                                       |
| ---------------- | --- | ----------------------- | --------------------------------------------------------------------------------------------------- | -------------------------------------------------------------------------------------- |
|                  | D. Labrecque (D. Kearney, S. Bisaillon) — 5 min 18 s D. Labrecque (MA. Bernier, F. Chakiachvili) — 19 min 13 s MA. Bernier (D. Labrecque) — 29 min 58 s - D. Raux (D. Kearney, MA. Bernier) — 49 min 30 s (SN) | 1-0 2-0 3-0 3-1 3-2 4-2 | - M. Leone (D. Näslund, V. Couture) — 30 min 39 s N. Abramov (Q. Jacquier, Č. Snoj) — 39 min 59 s - | Arbitrage : Alexandre Bourreau et Jérémy Rauline Guillaume Gielly et Frédéric Peuriere |
| Ronan Quemener   | Gardiens | Jeff Lerg               | | Arbitrage : Alexandre Bourreau et Jérémy Rauline Guillaume Gielly et Frédéric Peuriere |
| 8 min            | Pénalités | 8 min                   | | Arbitrage : Alexandre Bourreau et Jérémy Rauline Guillaume Gielly et Frédéric Peuriere |
| 32               | Tirs | 21                      | | Arbitrage : Alexandre Bourreau et Jérémy Rauline Guillaume Gielly et Frédéric Peuriere |

| 4 mars 2014 | Villard-de-Lans | 3-2 (TB) (0-1, 2-1, 0-0, 0-0, 1-0) | Briançon | Patinoire André Ravix 1 320 spectateurs |

| Feuille de match | Feuille de match | Feuille de match    | Feuille de match                                                                                         | Feuille de match                                                                  |
| ---------------- | --- | ------------------- | --- | --------------------------------------------------------------------------------- |
|                  | - V. Couture (M. Leone, D. Näslund) — 22 min 46 s (SN) - C. Zarb (Č. Snoj, N.Abramov) — 33 min 26 s M. Leone — 70 min (TB) | 0-1 1-1 1-2 2-2 3-2 | PA. Devin (D. Raux, L. Tarantino) — 16 min 13 s - D. Kearney (MA. Bernier, D. Labrecque) — 30 min 31 s - | Arbitrage : Nicolas Barbez et Alexandre Hauchart Pierre Dehaen et Matthieu Barbez |
| Jeff Lerg        | Gardiens | Ronan Quemener      | | Arbitrage : Nicolas Barbez et Alexandre Hauchart Pierre Dehaen et Matthieu Barbez |
| 16 min           | Pénalités | 12 min              | | Arbitrage : Nicolas Barbez et Alexandre Hauchart Pierre Dehaen et Matthieu Barbez |
| 23               | Tirs | 52                  | | Arbitrage : Nicolas Barbez et Alexandre Hauchart Pierre Dehaen et Matthieu Barbez |

| 5 mars 2014 | Villard-de-Lans | 0-6 (0-1, 0-3, 0-2) | Briançon | Patinoire André Ravix 860 spectateurs |

| Feuille de match | Feuille de match | Feuille de match        | Feuille de match | Feuille de match                                                                |
| ---------------- | ---------------- | ----------------------- | --- | ------------------------------------------------------------------------------- |
|                  | -                | 0-1 0-2 0-3 0-4 0-5 0-6 | J. Jensen (B. Goličič, J. Ankerst) — 15 min 45 s M. Jestin (J. Ankerst, J. Jensen) — 21 min 22 s MA. Bernier (R. Crowley, D. Labrecque) — 33 min 1 s S. Rohat (V. Szélig, S. Bisaillon) — 36 min 9 s D. Kearney (D. Labrecque, S. Bisaillon) — 47 min 34 s (SN) B. Goličič (J. Ankerst, V. Szélig) — 53 min 39 s | Arbitrage : Jimmy Bergamelli et Savice Favre David Courgeaon et Matthieu Barbez |
| Jeff Lerg        | Gardiens         | Ronan Quemener          | | Arbitrage : Jimmy Bergamelli et Savice Favre David Courgeaon et Matthieu Barbez |
| 18 min           | Pénalités        | 30 min                  | | Arbitrage : Jimmy Bergamelli et Savice Favre David Courgeaon et Matthieu Barbez |
| 12               | Tirs             | 36                      | | Arbitrage : Jimmy Bergamelli et Savice Favre David Courgeaon et Matthieu Barbez |

##### Dijon contre Morzine-Avoriaz-Les Gets
La première rencontre de la série doit avoir lieu le 28 février mais le matin même, les joueurs de Morzine-Avoriaz-Les Gets sont impliqués dans un accident de transport sur la route les menant à Dijon. Aucun blessé n'est à déplorer, le match programmé le 1er mars sera joué normalement et le match 1 reporté au dimanche 2 mars.
| 1er mars 2014 | Dijon | 3-2 (2-2, 1-0, 0-0) | Morzine-Avoriaz-Les Gets | Patinoire Trimolet 785 spectateurs |

| Feuille de match      | Feuille de match | Feuille de match    | Feuille de match                                                                      | Feuille de match                                                                     |
| --------------------- | --- | ------------------- | ------------------------------------------------------------------------------------- | ------------------------------------------------------------------------------------ |
|                       | J. Andersson (A. Mulle, E. Boudreau) — 7 min 59 s - A. Sedlák (S. Gauthier, T. Decock) — 12 min 25 s - S. Gauthier (T. Decock, M. Eriksson) — 21 min 20 s | 1-0 1-1 2-1 2-2 3-2 | - C. Hudson (C. Jones, C. Papa) — 9 min 23 s - L. Gaydon (J. Ozoliņš) — 17 min 59 s - | Arbitrage : Joris Barcelo et Savice Fabre Anne-Sophie Boniface et Sébastien Geoffroy |
| Henri-Corentin Buysse | Gardiens | Andrew Hare         |                                                                                       | Arbitrage : Joris Barcelo et Savice Fabre Anne-Sophie Boniface et Sébastien Geoffroy |
| 20 min                | Pénalités | 43 min              |                                                                                       | Arbitrage : Joris Barcelo et Savice Fabre Anne-Sophie Boniface et Sébastien Geoffroy |
| 45                    | Tirs | 31                  |                                                                                       | Arbitrage : Joris Barcelo et Savice Fabre Anne-Sophie Boniface et Sébastien Geoffroy |

| 2 mars 2014 | Dijon | 4-3 (1-0, 2-1, 1-0) | Morzine-Avoriaz-Les Gets | Patinoire Trimolet 785 spectateurs |

| Feuille de match      | Feuille de match | Feuille de match            | Feuille de match | Feuille de match                                                                  |
| --------------------- | --- | --------------------------- | --- | --------------------------------------------------------------------------------- |
|                       | S. Gauthier (M. Eriksson, T. Decock) — 6 min 55 s D. Ahsberg (M. Robichaud, M. Eriksson) — 20 min 27 s (SN) - D. Ahsberg — 28 min 33 s - N. Ritz (D. Ahsberg, M. Robichaud) — 46 min 52 s | 1-0 2-0 2-1 3-1 3-2 3-3 4-3 | - J. Ozoliņš (L. Mora, B. Gõz) — 27 min 41 s - K. Nabb (C. Papa, C. Hudson) — 41 min 3 s J. Ozoliņš (J. Whitelaw, L. Gaydon) — 43 min 36 s - | Arbitrage : Savice Fabre et Jérémy Rauline Guillaume Florentin et Gwilherm Margry |
| Henri-Corentin Buysse | Gardiens | Andrew Hare                 | | Arbitrage : Savice Fabre et Jérémy Rauline Guillaume Florentin et Gwilherm Margry |
| 4 min                 | Pénalités | 8 min                       | | Arbitrage : Savice Fabre et Jérémy Rauline Guillaume Florentin et Gwilherm Margry |
| 36                    | Tirs | 30                          | | Arbitrage : Savice Fabre et Jérémy Rauline Guillaume Florentin et Gwilherm Margry |

| 4 mars 2014 | Morzine-Avoriaz-Les Gets | 3-2 (TB) (0-0, 1-1, 1-1, 0-0, 1-0) | Dijon | Škoda Arena 1 278 spectateurs |

| Feuille de match | Feuille de match | Feuille de match      | Feuille de match                                                                                            | Feuille de match                                                                    |
| ---------------- | --- | --------------------- | --- | ----------------------------------------------------------------------------------- |
|                  | N. Besson (P. Szabo, J. Besson) — 32 min 47 s (IN) J. Ozoliņš (J. Whitelaw, N. Besson) — 49 min 45 s - J. Ozoliņš — 70 min (TB) | 1-0 1-1 2-1 2-2 3-2   | - N. Ritz (M. Robichaud, B. Quessandier) — 38 min 41 s - J. Andersson (D. Ahsberg, N. Ritz) — 53 min 52 s - | Arbitrage : Damien Bliek et Jimmy Bergamelli David Courgeaon et Guillaume Florentin |
| Andrew Hare      | Gardiens | Henri-Corentin Buysse | | Arbitrage : Damien Bliek et Jimmy Bergamelli David Courgeaon et Guillaume Florentin |
| 12 min           | Pénalités | 20 min                | | Arbitrage : Damien Bliek et Jimmy Bergamelli David Courgeaon et Guillaume Florentin |
| 39               | Tirs | 41                    | | Arbitrage : Damien Bliek et Jimmy Bergamelli David Courgeaon et Guillaume Florentin |

| 5 mars 2014 | Morzine-Avoriaz-Les Gets | 2-4 (0-1, 2-1, 0-2) | Dijon | Škoda Arena 1 278 spectateurs |

| Feuille de match | Feuille de match                                                                                     | Feuille de match        | Feuille de match | Feuille de match                                                                   |
| ---------------- | --- | ----------------------- | --- | ---------------------------------------------------------------------------------- |
|                  | - G. Beron (P. Szabo, C. Jones) — 24 min 3 s (SN) N. Besson (K. Nabb, P. Szabo) — 36 min 12 s (SN) - | 0-1 1-1 2-1 2-2 2-3 2-4 | S. Dugas (A. Kervokian, P. Valier) — 10 min 19 s - N. Ritz — 38 min 22 s (IN) A. Kervokian (P. Valier, S. Dugas) — 55 min 59 s N. Ritz (D. Ashberg) — 59 min 34 s (CV) | Arbitrage : Bruno Colleoni et Alexandre Hauchart Guillaume Florentin et Adran Popa |
| Andrew Hare      | Gardiens                                                                                             | Henri-Corentin Buysse   | | Arbitrage : Bruno Colleoni et Alexandre Hauchart Guillaume Florentin et Adran Popa |
| 6 min            | Pénalités                                                                                            | 24 min                  | | Arbitrage : Bruno Colleoni et Alexandre Hauchart Guillaume Florentin et Adran Popa |
| 28               | Tirs                                                                                                 | 34                      | | Arbitrage : Bruno Colleoni et Alexandre Hauchart Guillaume Florentin et Adran Popa |

#### Demi-finales

##### Rouen contre Angers
| 11 mars 2014 | Rouen | 0-2 (0-1, 0-0, 0-1) | Angers | Île Lacroix 2 747 spectateurs |

| Feuille de match | Feuille de match | Feuille de match | Feuille de match                                                                                         | Feuille de match                                                              |
| ---------------- | ---------------- | ---------------- | --- | ----------------------------------------------------------------------------- |
|                  | -                | 0-1 0-2          | É. Fortier (T. Crowder, F. Borjesson) — 15 min 52 s T. Crowder (J. Skinnars, J. Bellemare) — 56 min 30 s | Arbitrage : Jimmy Bergamelli et Damien Bliek Matthieu Loos et Gwilherm Margry |
| Gabriel Girard   | Gardiens         | Florian Hardy    | | Arbitrage : Jimmy Bergamelli et Damien Bliek Matthieu Loos et Gwilherm Margry |
| 16 min           | Pénalités        | 20 min           | | Arbitrage : Jimmy Bergamelli et Damien Bliek Matthieu Loos et Gwilherm Margry |
| 46               | Tirs             | 22               | | Arbitrage : Jimmy Bergamelli et Damien Bliek Matthieu Loos et Gwilherm Margry |

| 12 mars 2014 | Rouen | 1-2 (1-0, 0-0, 0-2) | Angers | Île Lacroix 2 512 spectateurs |

| Feuille de match | Feuille de match                        | Feuille de match | Feuille de match                                                                         | Feuille de match                                                                |
| ---------------- | --------------------------------------- | ---------------- | ---------------------------------------------------------------------------------------- | ------------------------------------------------------------------------------- |
|                  | MA Thinel (J. Mielonen) — 15 min 27 s - | 1-0 1-1 1-2      | - T. Crowder (F. Borjesson) — 44 min 38 s J. Albert (É. Fortier, M. Busto) — 46 min 48 s | Arbitrage : Nicolas Barbez et Laurent Garbay David Courgeon et Charlotte Girard |
| Gabriel Girard   | Gardiens                                | Florian Hardy    |                                                                                          | Arbitrage : Nicolas Barbez et Laurent Garbay David Courgeon et Charlotte Girard |
| 12 min           | Pénalités                               | 12 min           |                                                                                          | Arbitrage : Nicolas Barbez et Laurent Garbay David Courgeon et Charlotte Girard |
| 36               | Tirs                                    | 18               |                                                                                          | Arbitrage : Nicolas Barbez et Laurent Garbay David Courgeon et Charlotte Girard |

| 14 mars 2014 | Angers | 3-2 (2-0, 0-1, 1-1) | Rouen | Patinoire du Haras 1 200 spectateurs |

| Feuille de match | Feuille de match | Feuille de match    | Feuille de match                                                                                    | Feuille de match                                                                 |
| ---------------- | --- | ------------------- | --------------------------------------------------------------------------------------------------- | -------------------------------------------------------------------------------- |
|                  | M. Busto (R. Gaborit, B. Henderson) — 11 min 40 s A. Mrena (T. Crowder) — 17 min 37 s - T. Crowder (J. Bellemare, J. Skinnars) — 45 min 19 s - | 1-0 2-0 2-1 3-1 3-2 | - MA. Thinel (J. Desrosiers) — 36 min 19 s - MA. Thinel (FP. Guénette, J. Desrosiers) — 47 min 17 s | Arbitrage : Alexandre Hauchart et Jérémy Rauline Pierre Dehaen et David Courgeon |
| Florian Hardy    | Gardiens | Fabrice Lhenry      | | Arbitrage : Alexandre Hauchart et Jérémy Rauline Pierre Dehaen et David Courgeon |
| 12 min           | Pénalités | 14 min              | | Arbitrage : Alexandre Hauchart et Jérémy Rauline Pierre Dehaen et David Courgeon |
| 17               | Tirs | 23                  | | Arbitrage : Alexandre Hauchart et Jérémy Rauline Pierre Dehaen et David Courgeon |

| 15 mars 2014 | Angers | 0-4 (0-2, 0-0, 0-2) | Rouen | Patinoire du Haras 1 072 spectateurs |

| Feuille de match | Feuille de match | Feuille de match | Feuille de match | Feuille de match                                                                      |
| ---------------- | ---------------- | ---------------- | --- | ------------------------------------------------------------------------------------- |
|                  | -                | 0-1 0-2 0-3 0-4  | FP. Guénette (Y. Riendeau, J. Mielonen) — 1 min 19 s J. Desrosiers (FP. Guénette, MA. Thinel) — 2 min 54 s (SN) FP. Guénette (J. Desrosiers, MA. Thinel) — 47 min 50 s (SN) R. Faure (Y. Riendeau, FP. Guénette) — 53 min 1 s | Arbitrage : Alexandre Bourreau et Geoffrey Barcelo Guillaume Gielly et Thomas Caillot |
| Florian Hardy    | Gardiens         | Fabrice Lhenry   | | Arbitrage : Alexandre Bourreau et Geoffrey Barcelo Guillaume Gielly et Thomas Caillot |
| 14 min           | Pénalités        | 14 min           | | Arbitrage : Alexandre Bourreau et Geoffrey Barcelo Guillaume Gielly et Thomas Caillot |
| 39               | Tirs             | 42               | | Arbitrage : Alexandre Bourreau et Geoffrey Barcelo Guillaume Gielly et Thomas Caillot |

| 18 mars 2014 | Rouen | 4-1 (2-1, 2-0, 0-0) | Angers | Île Lacroix 2 642 spectateurs |

| Feuille de match | Feuille de match | Feuille de match    | Feuille de match                         | Feuille de match                                                                |
| ---------------- | --- | ------------------- | ---------------------------------------- | ------------------------------------------------------------------------------- |
|                  | Y. Riendeau (FP. Guénette) — 58 s A. Manavian (J. Štefanka, L. Lampérier) — 1 min 32 s - L. Lahesalu (J. Vas) — 28 min 40 s MA. Thinel (Y. Riendeau, J. Desrosiers) — 30 min 28 s | 1-0 2-0 2-1 3-1 4-1 | - PA. Bellemare (B. Walls) — 8 min 9 s - | Arbitrage : Bruno Colleoni et Jimmy Bergamelli Pierre Dehaen et Matthieu Barbez |
| Fabrice Lhenry   | Gardiens | Florian Hardy       |                                          | Arbitrage : Bruno Colleoni et Jimmy Bergamelli Pierre Dehaen et Matthieu Barbez |
| 8 min            | Pénalités | 20 min              |                                          | Arbitrage : Bruno Colleoni et Jimmy Bergamelli Pierre Dehaen et Matthieu Barbez |
| 44               | Tirs | 17                  |                                          | Arbitrage : Bruno Colleoni et Jimmy Bergamelli Pierre Dehaen et Matthieu Barbez |

| 21 mars 2014 | Angers | 4-1 (1-0, 2-0, 1-1) | Rouen | Patinoire du Haras 1 072 spectateurs |

| Feuille de match | Feuille de match | Feuille de match    | Feuille de match                     | Feuille de match                                                             |
| ---------------- | --- | ------------------- | ------------------------------------ | ---------------------------------------------------------------------------- |
|                  | B. Walls (É. Fortier) — 12 min 9 s J. Skinnars (R. Gaborit, F. Borjesson) — 23 min 43 s (SN) B. Walls (É. Fortier, J. Bellemare) — 27 min 21 s T. Crowder (J. Skinnars, F. Borjesson) — 47 min 25 s - | 1-0 2-0 3-0 4-0 4-1 | - J. Vas (L. Lahesalu) — 54 min 17 s | Arbitrage : Nicolas Barbez et Damien Bliek Gwilherm Margry et David Courgeon |
| Florian Hardy    | Gardiens | Fabrice Lhenry      |                                      | Arbitrage : Nicolas Barbez et Damien Bliek Gwilherm Margry et David Courgeon |
| 10 min           | Pénalités | 22 min              |                                      | Arbitrage : Nicolas Barbez et Damien Bliek Gwilherm Margry et David Courgeon |
| 34               | Tirs | 28                  |                                      | Arbitrage : Nicolas Barbez et Damien Bliek Gwilherm Margry et David Courgeon |

##### Briançon contre Dijon
| 11 mars 2014 | Briançon | 9-0 (3-0, 2-0, 4-0) | Dijon | Patinoire René-Froger 2 050 spectateurs |

| Feuille de match | Feuille de match | Feuille de match                                                         | Feuille de match | Feuille de match                                                                      |
| ---------------- | --- | ------------------------------------------------------------------------ | ---------------- | ------------------------------------------------------------------------------------- |
|                  | D. Kearney (D. Labrecque, V. Szélig) — 2 min 46 s D. Labrecque (MA. Bernier, D. Kearney) — 4 min 58 s L. Tarantino (PA. Devin, D. Raux) — 7 min 48 s PA. Devin (D. Raux, S. Bisaillon) — 27 min 40 s (IN) D. Raux (PA. Devin, L. Tarantino) — 31 min 34 s D. Labrecque (T. Trabichet, MA. Bernier) — 40 min 53 s (IN) J. Ankerst (B. Goličič, M. Jestin) — 41 min 55 s M. Jestin (D. Kearney, D. Labrecque) — 43 min 23 s PA. Devin (D. Raux) — 49 min 49 s | 1-0 2-0 3-0 4-0 5-0 6-0 7-0 8-0 9-0                                      | -                | Arbitrage : Alexandre Hauchart et Alexandre Bourreau Pierre Dehaen et Matthieu Barbez |
| Ronan Quemener   | Gardiens | Henri-Corentin Buysse (41 min 55 s) Julian Barrier-Heyligen (18 min 5 s) |                  | Arbitrage : Alexandre Hauchart et Alexandre Bourreau Pierre Dehaen et Matthieu Barbez |
| 16 min           | Pénalités | 8 min                                                                    |                  | Arbitrage : Alexandre Hauchart et Alexandre Bourreau Pierre Dehaen et Matthieu Barbez |
| 31               | Tirs | 34                                                                       |                  | Arbitrage : Alexandre Hauchart et Alexandre Bourreau Pierre Dehaen et Matthieu Barbez |

| 12 mars 2014 | Briançon | 5-1 (0-1, 1-0, 4-0) | Dijon | Patinoire René-Froger 1 998 spectateurs |

| Feuille de match | Feuille de match | Feuille de match        | Feuille de match                                    | Feuille de match                                                                |
| ---------------- | --- | ----------------------- | --------------------------------------------------- | ------------------------------------------------------------------------------- |
|                  | - C. Di Dio Balsamo (M. Frecon, S. Rohat) — 22 min 51 s M. Jestin (B. Goličič, J. Ankerst) — 43 min 15 s (SN) B. Goličič (J. Jensen, J. Ankerst) — 44 min 8 s (SN) MA. Bernier (D. Labrecque, D. Kearney) — 58 min 33 s (CV) D. Raux (M. Frecon, S. Rohat) — 59 min 50 s | 0-1 1-1 2-1 3-1 4-1 5-1 | J. Andersson (N. Ritz, D. Ashberg) — 1 min 42 s - - | Arbitrage : Alexandre Bourreau et Bruno Colleoni Guillaume Gielly et Yann Furet |
| Ronan Quemener   | Gardiens | Henri-Corentin Buysse   |                                                     | Arbitrage : Alexandre Bourreau et Bruno Colleoni Guillaume Gielly et Yann Furet |
| 16 min           | Pénalités | 41 min                  |                                                     | Arbitrage : Alexandre Bourreau et Bruno Colleoni Guillaume Gielly et Yann Furet |
| 43               | Tirs | 36                      |                                                     | Arbitrage : Alexandre Bourreau et Bruno Colleoni Guillaume Gielly et Yann Furet |

| 14 mars 2014 | Dijon | 1-4 (0-3, 0-0, 1-1) | Briançon | Patinoire Trimolet 743 spectateurs |

| Feuille de match      | Feuille de match                                              | Feuille de match    | Feuille de match | Feuille de match                                                                     |
| --------------------- | ------------------------------------------------------------- | ------------------- | --- | ------------------------------------------------------------------------------------ |
|                       | - N. Ritz (M. Robichaud, A. Kevorkian) — 45 min 48 s (2 SN) - | 0-1 0-2 0-3 1-3 1-4 | J. Ankerst (B. Goličič) — 11 min 50 s (SN) S. Bisaillon (D. Labrecque, M.-A. Bernier) — 12 min 58 s (SN) D. Raux (D. Kearney, M.-A. Bernier) — 15 min (SN) - D. Raux (S. Rohat, V. Szélig) — 58 min 55 s (CV) | Arbitrage : Geoffrey Barcelo et Jimmy Bergamelli Guillaume Gielly et Matthieu Barbez |
| Henri-Corentin Buysse | Gardiens                                                      | Ronan Quemener      | | Arbitrage : Geoffrey Barcelo et Jimmy Bergamelli Guillaume Gielly et Matthieu Barbez |
| 18 min                | Pénalités                                                     | 26 min              | | Arbitrage : Geoffrey Barcelo et Jimmy Bergamelli Guillaume Gielly et Matthieu Barbez |
| 37                    | Tirs                                                          | 29                  | | Arbitrage : Geoffrey Barcelo et Jimmy Bergamelli Guillaume Gielly et Matthieu Barbez |

| 15 mars 2014 | Dijon | 2-5 (1-2, 1-2, 0-1) | Briançon | Patinoire Trimolet 743 spectateurs |

| Feuille de match      | Feuille de match                                                                                                | Feuille de match            | Feuille de match | Feuille de match                                                            |
| --------------------- | --- | --------------------------- | --- | --------------------------------------------------------------------------- |
|                       | - E. Boudreau (P. Valier, N. Ritz) — 19 min 10 s (SN) - M. Robichaud (T. Roussel, N. Ritz) — 37 min 47 s (SN) - | 0-1 0-2 1-2 1-3 1-4 2-4 2-5 | D. Raux (PA. Devin) — 10 min 48 s (IN) D. Labrecque (R. Crowley) — 15 min 38 s - D. Raux (L. Tarantino, PA. Devin) — 22 min 27 s PA. Devin (L. Tarantino) — 26 min 16 s - B. Goličič — 58 min 32 s (CV) | Arbitrage : Jérémy Rauline et Damien Bliek Matthieu Loos et Gwilherm Margry |
| Henri-Corentin Buysse | Gardiens | Ronan Quemener              | | Arbitrage : Jérémy Rauline et Damien Bliek Matthieu Loos et Gwilherm Margry |
| 18 min                | Pénalités | 14 min                      | | Arbitrage : Jérémy Rauline et Damien Bliek Matthieu Loos et Gwilherm Margry |
| 35                    | Tirs | 47                          | | Arbitrage : Jérémy Rauline et Damien Bliek Matthieu Loos et Gwilherm Margry |

#### Finale

##### Briançon contre Angers
| 25 mars | Briançon | 7-2 (3-0, 3-0, 1-2) | Angers | Patinoire René-Froger 2 165 spectateurs |

| Feuille de match | Feuille de match | Feuille de match                                      | Feuille de match                                                                                                   | Feuille de match                                                                |
| ---------------- | --- | ----------------------------------------------------- | --- | ------------------------------------------------------------------------------- |
|                  | B. Goličič (J. Ankerst, F. Chakiachvili) — 9 min 12 s D. Kearney (R. Crowley, D. Labrecque) — 10 min 34 s D. Kearney (D. Labrecque, S. Bisaillon) — 18 min 17 s (SN) D. Kearney (MA. Bernier, D. Labrecque) — 24 min 27 s F. Chakiachvili (MA. Bernier, D. Kearney) — 37 min 12 s D. Raux (D. Kearney, MA. Bernier) — 38 min 38 s (SN) D. Kearney (G. Cerkovnik, D. Labrecque) — 44 min 42 s - | 1-0 2-0 3-0 4-0 5-0 6-0 7-0 7-1 7-2                   | - M. Busto (É. Fortier, F. Borjesson) — 54 min 17 s (SN) T. Crowder (J. Skinnars, F. Borjesson) — 55 min 19 s (SN) | Arbitrage : Jimmy Bergamelli et Nicolas Barbez Pierre Dehaen et Gwilherm Margry |
| Ronan Quemener   | Gardiens | Florian Hardy (27 min 50 s) Alexis Neau (32 min 10 s) | | Arbitrage : Jimmy Bergamelli et Nicolas Barbez Pierre Dehaen et Gwilherm Margry |
| 14 min           | Pénalités | 32 min                                                | | Arbitrage : Jimmy Bergamelli et Nicolas Barbez Pierre Dehaen et Gwilherm Margry |
| 28               | Tirs | 30                                                    | | Arbitrage : Jimmy Bergamelli et Nicolas Barbez Pierre Dehaen et Gwilherm Margry |

| 26 mars | Briançon | 3-4 (0-2, 2-0, 1-2) | Angers | Patinoire René-Froger 2 113 spectateurs |

| Feuille de match | Feuille de match | Feuille de match            | Feuille de match | Feuille de match                                                            |
| ---------------- | --- | --------------------------- | --- | --------------------------------------------------------------------------- |
|                  | - D. Labrecque (MA. Bernier, S. Bisaillon) — 23 min 55 s MA. Bernier (D. Raux, D. Kearney) — 33 min 33 s (SN) - J. Ankerst (F. Chakiachvili, M. Jestin) — 52 min 10 s (SN) | 0-1 0-2 1-2 2-2 2-3 2-4 3-4 | J. Skinnars — 7 min 51 s (SN) J. Skinnars — 9 min 27 s - É. Fortier (B. Walls) — 42 min 53 s T. Baluch (T. Crowder, F. Borjesson) — 47 min 18 s (SN) - | Arbitrage : Bruno Colleoni et Damien Bliek Matthieu Loos et Matthieu Barbez |
| Ronan Quemener   | Gardiens | Florian Hardy               | | Arbitrage : Bruno Colleoni et Damien Bliek Matthieu Loos et Matthieu Barbez |
| 26 min           | Pénalités | 32 min                      | | Arbitrage : Bruno Colleoni et Damien Bliek Matthieu Loos et Matthieu Barbez |
| 55               | Tirs | 24                          | | Arbitrage : Bruno Colleoni et Damien Bliek Matthieu Loos et Matthieu Barbez |

| 28 mars | Angers | 2-6 (1-4, 0-0, 1-2) | Briançon | Patinoire du Haras 1 072 spectateurs |

| Feuille de match | Feuille de match                                           | Feuille de match                | Feuille de match | Feuille de match                                                             |
| ---------------- | ---------------------------------------------------------- | ------------------------------- | --- | ---------------------------------------------------------------------------- |
|                  | - J. Bellemare — 6 min 54 s - J. Bellemare — 43 min 43 s - | 0-1 0-2 0-3 1-3 1-4 2-4 2-5 2-6 | MA. Bernier (D. Kearney, D. Labrecque) — 3 min 57 s (SN) D. Kearney (V. Szélig, D. Labrecque) — 6 min 33 s B. Goličič (C. Di Dio Balsamo, J. Ankerst) — 6 min 42 s - M. Frecon (T. Trabichet) — 10 min 27 s (IN) - B. Goličič (J. Ankerst) — 45 min 46 s P.A. Devin (J. Ankerst, B. Goličič) — 57 min 5 s (SN) | Arbitrage : Nicolas Barbez et Alexandre Hauchart Pierre Dehaen et Yann Furet |
| Florian Hardy    | Gardiens                                                   | Ronan Quemener                  | | Arbitrage : Nicolas Barbez et Alexandre Hauchart Pierre Dehaen et Yann Furet |
| 26 min           | Pénalités                                                  | 22 min                          | | Arbitrage : Nicolas Barbez et Alexandre Hauchart Pierre Dehaen et Yann Furet |
| 36               | Tirs                                                       | 29                              | | Arbitrage : Nicolas Barbez et Alexandre Hauchart Pierre Dehaen et Yann Furet |

| 29 mars | Angers | 3-1 (0-0, 1-0, 2-1) | Briançon | Patinoire du Haras 1 072 spectateurs |

| Feuille de match | Feuille de match | Feuille de match | Feuille de match                          | Feuille de match                                                                  |
| ---------------- | --- | ---------------- | ----------------------------------------- | --------------------------------------------------------------------------------- |
|                  | J. Skinnars (T. Crowder, É. Fortier) — 30 min 52 s - B. Henderson (J. Albert) — 42 min 53 s B. Walls (É. Fortier) — 59 min 34 s | 1-0 1-1 2-1 3-1  | - R. Crowley (D. Kearney) — 40 min 31 s - | Arbitrage : Bruno Colleoni et Alexandre Bourreau Matthieu Barbez et Matthieu Loos |
| Florian Hardy    | Gardiens | Ronan Quemener   |                                           | Arbitrage : Bruno Colleoni et Alexandre Bourreau Matthieu Barbez et Matthieu Loos |
| 14 min           | Pénalités | 10 min           |                                           | Arbitrage : Bruno Colleoni et Alexandre Bourreau Matthieu Barbez et Matthieu Loos |
| 34               | Tirs | 33               |                                           | Arbitrage : Bruno Colleoni et Alexandre Bourreau Matthieu Barbez et Matthieu Loos |

| 1er avril | Briançon | 2-0 (1-0, 1-0, 0-0) | Angers | Patinoire René-Froger 2 162 spectateurs |

| Feuille de match | Feuille de match                                                                                                | Feuille de match | Feuille de match | Feuille de match                                                         |
| ---------------- | --- | ---------------- | ---------------- | ------------------------------------------------------------------------ |
|                  | D. Kearney (J. Ankerst, D. Labrecque) — 14 min 49 s (SN) B. Goličič (J. Ankerst, D. Kearney) — 20 min 38 s (SN) | 1-0 2-0          | -                | Arbitrage : Nicolas Barbez et Bruno Colleoni Pierre Dehaen et Yann Furet |
| Ronan Quemener   | Gardiens | Florian Hardy    |                  | Arbitrage : Nicolas Barbez et Bruno Colleoni Pierre Dehaen et Yann Furet |
| 18 min           | Pénalités | 16 min           |                  | Arbitrage : Nicolas Barbez et Bruno Colleoni Pierre Dehaen et Yann Furet |
| 34               | Tirs | 32               |                  | Arbitrage : Nicolas Barbez et Bruno Colleoni Pierre Dehaen et Yann Furet |

| 4 avril | Angers | 3-1 (3-0, 0-1, 0-0) | Briançon | Patinoire du Haras 1 072 spectateurs |

| Feuille de match | Feuille de match | Feuille de match | Feuille de match                           | Feuille de match                                                              |
| ---------------- | --- | ---------------- | ------------------------------------------ | ----------------------------------------------------------------------------- |
|                  | J. Skinnars (T. Crowder, A. Mrena) — 7 min 17 s T. Crowder (J. Skinnars) — 12 min 17 s É. Fortier (J. Skinnars, T. Crowder) — 19 min 4 s - | 1-0 2-0 3-0 3-1  | - MA. Bernier (D. Labrecque) — 20 min 10 s | Arbitrage : Bruno Colleoni et Nicolas Barbez Matthieu Barbez et Matthieu Loos |
| Florian Hardy    | Gardiens | Ronan Quemener   |                                            | Arbitrage : Bruno Colleoni et Nicolas Barbez Matthieu Barbez et Matthieu Loos |
| 14 min           | Pénalités | 31 min           |                                            | Arbitrage : Bruno Colleoni et Nicolas Barbez Matthieu Barbez et Matthieu Loos |
| 28               | Tirs | 32               |                                            | Arbitrage : Bruno Colleoni et Nicolas Barbez Matthieu Barbez et Matthieu Loos |

| 6 avril | Briançon | 5-1 (1-1, 2-0, 2-0) | Angers | Patinoire René-Froger |

| Feuille de match | Feuille de match | Feuille de match        | Feuille de match                                    | Feuille de match                                                              |
| ---------------- | --- | ----------------------- | --------------------------------------------------- | ----------------------------------------------------------------------------- |
|                  | - L. Tarantino (J. Jensen, J. Ankerst) — 12 min 22 s (SN) F. Chakiachvili (J. Ankerst, L. Tarantino) — 37 min 5 s (SN) D. Raux (D. Kearney, MA. Bernier) — 37 min 18 s (SN) MA. Bernier (D. Kearney) — 46 min 28 s D. Kearney (MA. Bernier, D. Labrecque) — 47 min 18 s | 0-1 1-1 2-1 3-1 4-1 5-1 | B. Walls (J. Bellemare, C. Campbell) — 2 min 29 s - | Arbitrage : Nicolas Barbez et Bruno Colleoni Pierre Dehaen et Matthieu Barbez |
| Ronan Quemener   | Gardiens | Florian Hardy           |                                                     | Arbitrage : Nicolas Barbez et Bruno Colleoni Pierre Dehaen et Matthieu Barbez |
| 14 min           | Pénalités | 18 min                  |                                                     | Arbitrage : Nicolas Barbez et Bruno Colleoni Pierre Dehaen et Matthieu Barbez |
| 19               | Tirs | 23                      |                                                     | Arbitrage : Nicolas Barbez et Bruno Colleoni Pierre Dehaen et Matthieu Barbez |

#### Effectif vainqueur
| Vainqueur Champions de France 2014 Diables rouges de Briançon | Gardiens de but : Aurélien Bertrand, Corentin Lapointe, Ronan Quemener Défenseurs : Sébastien Bisaillon, Gašper Cerkovnik, Florian Chakiachvili, Loïc Chapelier, Richard Crowley, Mathieu Jestin, Viktor Szélig (A), Teddy Trabichet (A), Thibaut Farina Attaquants : Jaka Ankerst, Marc-André Bernier (C), Pierre-Antoine Devin, Cédric Di Dio Balsamo, Matthieu Frécon, Boštjan Goličič, Jimmy Jensen, Denny Kearney, David Labrecque, Damien Raux, Sébastien Rohat, Thybaud Rouillard, Lionel Tarantino Entraîneur en chef : Luciano Basile. Adjoint : Edo Terglav. |

### Poule de maintien
Cette série se joue au meilleur des sept matches entre le Brest Albatros Hockey et les Drakkars de Caen. En s'imposant 4 matchs à 3, les Drakkars se maintiennent tandis que les promus brestois retournent en Division 1. Il est à signaler que Caen se sauve pour la deuxième fois d'affilée après avoir fini la saison régulière à la dernière place. Finalement, Brest est repêché en Ligue Magnus à la suite de la rétrogradation volontaire de Villard-de-Lans.
| 21 février 2014 | Brest | 6-1 (2-0, 2-1, 2-0) | Caen | Rinkla Stadium 1 010 spectateurs |

| Feuille de match | Feuille de match | Feuille de match            | Feuille de match                   | Feuille de match                                                                 |
| ---------------- | --- | --------------------------- | ---------------------------------- | -------------------------------------------------------------------------------- |
|                  | N. Motreff (D. Croteau, N. Pard) — 4 min 21 s J. Prosvic (M. Dian, V. Holík) — 5 min 10 s J. Prosvic (M. Dian, A. Rambelo) — 23 min 46 s J. Prosvic (N. Pard, T. Evans) — 31 min 25 s (SN) - D. Croteau (A. Gréverend) — 44 min 4 s N. Pard (J. Prosvic, M. Dian) — 53 min 39 s (SN) | 1-0 2-0 3-0 4-0 4-1 5-1 6-1 | - T. Poudrier — 39 min 22 s (TP) - | Arbitrage : Alexandre Bourreau et Laurent Garbay Pierre Dehaen et Jérémy Poulain |
| Michael Dupont   | Gardiens | Lucas Normandon             |                                    | Arbitrage : Alexandre Bourreau et Laurent Garbay Pierre Dehaen et Jérémy Poulain |
| 10 min           | Pénalités | 24 min                      |                                    | Arbitrage : Alexandre Bourreau et Laurent Garbay Pierre Dehaen et Jérémy Poulain |
| 50               | Tirs | 51                          |                                    | Arbitrage : Alexandre Bourreau et Laurent Garbay Pierre Dehaen et Jérémy Poulain |

| 22 février 2014 | Brest | 2-3 (0-2, 1-1, 1-0) | Caen | Rinkla Stadium 1 213 spectateurs |

| Feuille de match | Feuille de match                                                                             | Feuille de match    | Feuille de match | Feuille de match                                                                |
| ---------------- | -------------------------------------------------------------------------------------------- | ------------------- | --- | ------------------------------------------------------------------------------- |
|                  | - J. Avenel (Q. Berthon, D. Carlsson) — 39 min 7 s E. Pain (V. Holík, M. Dian) — 59 min 41 s | 0-1 0-2 0-3 1-3 2-3 | JC. Gauthier (J. Romand, T. Poudrier) — 16 min 53 s (SN) U. Marie (T. Geffroy, N. Deshaies) — 19 min 40 s K. Da Costa (C. Geslain, B. Chauvel) — 26 min 27 s - | Arbitrage : Laurent Garbay et Alexandre Bourreau Pierre Dehaen et Matthieu Loos |
| Michael Dupont   | Gardiens                                                                                     | Lucas Normandon     | | Arbitrage : Laurent Garbay et Alexandre Bourreau Pierre Dehaen et Matthieu Loos |
| 10 min           | Pénalités                                                                                    | 14 min              | | Arbitrage : Laurent Garbay et Alexandre Bourreau Pierre Dehaen et Matthieu Loos |
| 49               | Tirs                                                                                         | 46                  | | Arbitrage : Laurent Garbay et Alexandre Bourreau Pierre Dehaen et Matthieu Loos |

| 28 février 2014 | Caen | 5-4 (2-1, 2-1, 1-2) | Brest | Patinoire de Caen la mer 910 spectateurs |

| Feuille de match | Feuille de match | Feuille de match                                        | Feuille de match | Feuille de match                                                                   |
| ---------------- | --- | ------------------------------------------------------- | --- | ---------------------------------------------------------------------------------- |
|                  | - JC. Gauthier (T. Poudrier, J. Romand) — 9 min 54 s JC. Gauthier (S. Stuart) — 14 min (IN) JC. Gauthier (B. Chauvel, S. Stuart) — 26 min 28 s (IN) N. Deshaies (B. Chauvel) — 26 min 53 s (IN) - T. Geffroy — 42 min 18 s - | 0-1 1-1 2-1 3-1 4-1 4-2 5-2 5-3 5-4                     | N. Pard (M. Dian, J. Prosvic) — 8 min 35 s - N. Pard (V. Holík, T. Evans) — 39 min 46 s - D. Croteau (N. Pard) — 51 min 8 s G. Avenel (J. Avenel) — 56 min 10 s | Arbitrage : Bruno Colleoni et Alexandre Hauchart Pierre Dehaen et Charlotte Girard |
| Lucas Normandon  | Gardiens | Michael Dupont (26 min 28 s) Arnaud Goetz (33 min 32 s) | | Arbitrage : Bruno Colleoni et Alexandre Hauchart Pierre Dehaen et Charlotte Girard |
| 18 min           | Pénalités | 16 min                                                  | | Arbitrage : Bruno Colleoni et Alexandre Hauchart Pierre Dehaen et Charlotte Girard |
| 41               | Tirs | 38                                                      | | Arbitrage : Bruno Colleoni et Alexandre Hauchart Pierre Dehaen et Charlotte Girard |

| 1er mars 2014 | Caen | 1-5 (0-1, 0-2, 1-2) | Brest | Patinoire de Caen la mer 110 spectateurs |

| Feuille de match | Feuille de match                                               | Feuille de match        | Feuille de match | Feuille de match                                                                 |
| ---------------- | -------------------------------------------------------------- | ----------------------- | --- | -------------------------------------------------------------------------------- |
|                  | - V. Gyesbreghs (A. Birolini, T. Geffroy) — 49 min 19 s (SN) - | 0-1 0-2 0-3 1-3 1-4 1-5 | N. Pard (M. Dian) — 9 min 15 s (SN) N. Pard (M. Dian, J. Prosvic) — 20 min 58 s (SN) M. Dian — 29 min 54 s - J. Prosvic (N. Pard, V. Holík) — 55 min 16 s (SN) N. Pard (D. Croteau) — 57 min 49 s | Arbitrage : Damien Bliek et Nicolas Barbez Aurélien Smeeckaert et David Courgeon |
| Lucas Normandon  | Gardiens                                                       | Michael Dupont          | | Arbitrage : Damien Bliek et Nicolas Barbez Aurélien Smeeckaert et David Courgeon |
| 32 min           | Pénalités                                                      | 22 min                  | | Arbitrage : Damien Bliek et Nicolas Barbez Aurélien Smeeckaert et David Courgeon |
| 38               | Tirs                                                           | 30                      | | Arbitrage : Damien Bliek et Nicolas Barbez Aurélien Smeeckaert et David Courgeon |

| 8 mars 2014 | Brest | 0-1 (0-0, 0-0, 0-1) | Caen | Rinkla Stadium |

| Feuille de match | Feuille de match | Feuille de match                                     | Feuille de match                                  | Feuille de match                                                               |
| ---------------- | ---------------- | ---------------------------------------------------- | ------------------------------------------------- | ------------------------------------------------------------------------------ |
|                  | -                | 0-1                                                  | B. Chauvel (K. Da Costa, A. Gomane) — 44 min 10 s | Arbitrage : Geoffrey Barcelo et Alexandre Bourreau Pierre Dehaen et Yann Furet |
| Michael Dupont   | Gardiens         | Lucas Normandon (20 min) Quentin Kello (39 min 49 s) |                                                   | Arbitrage : Geoffrey Barcelo et Alexandre Bourreau Pierre Dehaen et Yann Furet |
| 16 min           | Pénalités        | 14 min                                               |                                                   | Arbitrage : Geoffrey Barcelo et Alexandre Bourreau Pierre Dehaen et Yann Furet |
| 37               | Tirs             | 38                                                   |                                                   | Arbitrage : Geoffrey Barcelo et Alexandre Bourreau Pierre Dehaen et Yann Furet |

| 15 mars 2014 | Caen | 2-3 (TB) (0-1, 0-0, 2-1, 0-0, 0-1) | Brest | Patinoire de Caen la mer 1 470 spectateurs |

| Feuille de match | Feuille de match                                                                         | Feuille de match    | Feuille de match | Feuille de match                                                          |
| ---------------- | ---------------------------------------------------------------------------------------- | ------------------- | --- | ------------------------------------------------------------------------- |
|                  | - J. Romand (T. Poudrier) — 20 min 58 s (SN) K. Da Costa (V. Gyesbreghs) — 21 min 14 s - | 0-1 1-1 2-1 2-2 2-3 | J. Prosvic (D. Croteau, V. Holík) — 7 min 38 s (SN) - J. Prosvic (J. Avenel, T. Evans) — 27 min 58 s G. Avenel — 70 min (TB) | Arbitrage : Bruno Colleoni et Nicolas Barbez Yann Furet et David Courgeon |
| Quentin Kello    | Gardiens                                                                                 | Mickael Dupont      | | Arbitrage : Bruno Colleoni et Nicolas Barbez Yann Furet et David Courgeon |
| 24 min           | Pénalités                                                                                | 24 min              | | Arbitrage : Bruno Colleoni et Nicolas Barbez Yann Furet et David Courgeon |
| 37               | Tirs                                                                                     | 54                  | | Arbitrage : Bruno Colleoni et Nicolas Barbez Yann Furet et David Courgeon |

| 22 mars 2014 | Brest | 3-4 (1-2, 2-1, 0-1) | Caen | Rinkla Stadium 1 585 spectateurs |

| Feuille de match | Feuille de match | Feuille de match            | Feuille de match | Feuille de match                                                                 |
| ---------------- | --- | --------------------------- | --- | -------------------------------------------------------------------------------- |
|                  | G. Avenel (T. Evans, E. Pain) — 5 min 33 s - M. Dian (T. Evans) — 21 min 27 s - T. Evans (N. Pard, M. Dian) — 32 min 58 s - | 1-0 1-1 1-2 2-2 2-3 3-3 3-4 | - K. Da Costa (T. Geffroy, V. Gyesbreghs) — 7 min 48 s (SN) JC. Gauthier (J. Romand, J. Dewey) — 8 min 20 s - T. Poudrier (F. Metais) — 26 min 55 s - B. Chauvel (K. Da Costa, V. Gyesbreghs) — 39 min 52 s | Arbitrage : Alexandre Hauchart et Alexandre Bourreau Matthieu Loos et Yann Furet |
| Mickael Dupont   | Gardiens | Quentin Kello               | | Arbitrage : Alexandre Hauchart et Alexandre Bourreau Matthieu Loos et Yann Furet |
| 4 min            | Pénalités | 4 min                       | | Arbitrage : Alexandre Hauchart et Alexandre Bourreau Matthieu Loos et Yann Furet |
| 38               | Tirs | 41                          | | Arbitrage : Alexandre Hauchart et Alexandre Bourreau Matthieu Loos et Yann Furet |

## Division 1

### Équipes engagées
Les équipes engagées en Division 1 sont au nombre de 14.
- Hormadi d'Anglet
- Chevaliers du Lac d'Annecy
- Boxers de Bordeaux
- Dogs de Cholet, promu de Division 2
- Coqs de Courbevoie
- Corsaires de Dunkerque
- Lions de Lyon
- Yétis du Mont-Blanc
- Vipers de Montpellier
- Scorpions de Mulhouse, relégué de Ligue Magnus
- Corsaires de Nantes, promu de Division 2
- Bisons de Neuilly-sur-Marne
- Aigles de Nice
- Phénix de Reims

### Saison régulière
La saison régulière se joue du 7 septembre 2013 au 1er mars 2014.
Les quatorze équipes sont réunies au sein d'une poule unique qui se joue en matchs aller-retour.
Les huit premiers se qualifient pour les séries éliminatoires qui se jouent à chaque tour au meilleur des trois matchs (match aller chez l'équipe la moins classée, match retour et match d'appui éventuel chez le mieux classé) sauf la finale jouée sur 5 matchs (les deux premiers chez le mieux classé, les deux suivants chez le moins bien classé et le match de soutien chez le mieux classé). Le vainqueur de la finale est sacré champion de Division 1 et est promu en Ligue Magnus.
Les équipes classés treizième et quatorzième sont reléguées en Division 2.

#### Résultats
Le score de l'équipe à domicile, située dans la colonne de gauche, est inscrit en premier.
| Équipes           | Anglet  | Annecy  | Bordeaux | Cholet  | Courbevoie | Dunkerque | Lyon | Mont-Blanc | Montpellier | Mulhouse | Nantes  | Neuilly | Nice    | Reims  |
| Anglet            |         | 3-6     | 5-1      | 4-3     | 6-0        | 8-4       | 3-5  | 3-2 ap     | 5-4         | 4-3 ap   | 5-2     | 3-5     | 8-1     | 6-1    |
| Annecy            | 0-6     |         | 3-7      | 2-5     | 4-5        | 2-6       | 0-7  | 5-2        | 5-3         | 4-6      | 3-6     | 3-4 ap  | 0-8     | 5-4 ap |
| Bordeaux          | 5-4 ap  | 3-0     |          | 7-0     | 9-1        | 3-2 ap    | 1-4  | 5-4 ap     | 6-0         | 8-1      | 2-1     | 5-2     | 4-10    | 8-5    |
| Cholet            | 3-4 ap  | 3-2     | 5-6 tab  |         | 5-1        | 5-6       | 0-5  | 3-1        | 3-2         | 1-3      | 3-4 ap  | 7-3     | 2-1     | 2-3    |
| Courbevoie        | 7-4     | 3-2 ap  | 3-4 ap   | 5-6     |            | 3-4 ap    | 2-7  | 5-9        | 2-3         | 1-3      | 3-4     | 3-4     | 5-4     | 2-4    |
| Dunkerque         | 1-3     | 5-4     | 3-4 tab  | 4-3     | 5-3        |           | 5-0  | 6-4        | 3-4 tab     | 5-3      | 2-0     | 1-0     | 2-6     | 2-5    |
| Lyon              | 5-1     | 11-2    | 7-3      | 4-5 tab | 11-3       | 9-0       |      | 5-3        | 10-1        | 5-0      | 3-1     | 2-1     | 6-3     | 3-2    |
| Mont-Blanc        | 2-6     | 4-1     | 2-6      | 0-1     | 3-4        | 7-5       | 4-5  |            | 6-3         | 3-4      | 3-2     | 4-1     | 5-1     | 10-4   |
| Montpellier       | 4-3 ap  | 3-4     | 2-7      | 5-4     | 3-4        | 6-5 ap    | 4-9  | 6-5 ap     |             | 4-3      | 3-7     | 3-8     | 1-2     | 4-3    |
| Mulhouse          | 4-3     | 7-1     | 3-0      | 3-2     | 5-2        | 4-3 ap    | 1-6  | 6-5 ap     | 10-1        |          | 4-2     | 8-4     | 2-1     | 7-3    |
| Nantes            | 3-2 tab | 5-4 tab | 3-5      | 1-3     | 1-2 ap     | 3-2       | 5-4  | 2-6        | 5-2         | 1-3      |         | 2-3 ap  | 4-5 tab | 3-4 ap |
| Neuilly-sur-Marne | 3-7     | 5-2     | 4-2      | 3-2     | 4-0        | 4-3       | 2-8  | 7-4        | 3-2 tab     | 5-3      | 4-3 tab |         | 7-6     | 3-2 ap |
| Nice              | 8-0     | 5-1     | 3-5      | 2-1     | 6-4        | 5-1       | 6-7  | 2-1        | 5-2         | 2-3 ap   | 7-5     | 5-8     |         | 4-1    |
| Reims             | 1-4     | 4-3 tab | 2-7      | 1-2     | 0-1        | 1-2       | 2-1  | 6-2        | 5-0         | 2-4      | 3-5     | 2-1     | 4-6     |        |

#### Classement
Une victoire rapporte 2 points, une défaite en prolongation ou aux tirs au but 1 point et une défaite dans le temps réglementaire aucun point. Les huit premières équipes sont qualifiées pour les quarts de finale des séries éliminatoires. Les deux dernières équipes sont reléguées en Division 2.
| Clt   | Équipe        | PJ | V  | D  | DP | BP  | BC  | Diff | Pts |
| ----- | ------------- | -- | -- | -- | -- | --- | --- | ---- | --- |
| +001, | Lyon          | 26 | 22 | 3  | 1  | 149 | 60  | +89  | 45  |
| +002, | Bordeaux      | 26 | 20 | 6  | 0  | 123 | 79  | +44  | 40  |
| +003, | Mulhouse      | 26 | 19 | 6  | 1  | 103 | 78  | +25  | 39  |
| +004, | Anglet        | 26 | 16 | 7  | 3  | 110 | 83  | +27  | 35  |
| +005, | Neuilly/Marne | 26 | 17 | 9  | 0  | 98  | 92  | +6   | 34  |
| +006, | Nice          | 26 | 15 | 10 | 1  | 114 | 89  | +25  | 31  |
| +007, | Dunkerque     | 26 | 12 | 9  | 5  | 87  | 99  | -12  | 29  |
| +008, | Cholet        | 26 | 12 | 11 | 3  | 79  | 82  | -3   | 27  |
| +009, | Nantes        | 26 | 10 | 11 | 5  | 80  | 90  | -10  | 25  |
| +010, | Mont Blanc    | 26 | 9  | 13 | 4  | 101 | 104 | -3   | 22  |
| +011, | Reims         | 26 | 9  | 15 | 2  | 74  | 97  | -23  | 20  |
| +012, | Courbevoie    | 26 | 8  | 16 | 2  | 74  | 120 | -46  | 18  |
| +013, | Montpellier   | 26 | 8  | 17 | 1  | 75  | 132 | -57  | 17  |
| +014, | Annecy        | 26 | 5  | 17 | 4  | 68  | 130 | -62  | 14  |

- Qualifié pour les quarts de finale
- Relégué en Division 2
- Rétrogradé en Division 3

#### Meilleurs pointeurs
| Joueur             | Équipe   | PJ | B  | A  | Pts | Pun |
| ------------------ | -------- | -- | -- | -- | --- | --- |
| Miroslav Kristín   | Lyon     | 26 | 21 | 34 | 55  | 70  |
| Étienne Brodeur    | Bordeaux | 26 | 30 | 22 | 52  | 82  |
| Jonathan Laberge   | Lyon     | 26 | 25 | 26 | 51  | 58  |
| Francis Desrosiers | Bordeaux | 22 | 23 | 24 | 47  | 26  |
| Luc-Olivier Blain  | Anglet   | 25 | 16 | 29 | 45  | 72  |

### Séries éliminatoires

#### Tableau
|  |                             |                        |                             |               |                        |                       |                                 |            |            |            |            |            |               |     |        |        |        |        |        |  |  |
|  | 1/4 de finale               | 1/4 de finale          | 1/4 de finale               | 1/4 de finale | 1/4 de finale          |                       |                                 | 1/2 finale | 1/2 finale | 1/2 finale | 1/2 finale | 1/2 finale |               |     | Finale | Finale | Finale | Finale | Finale |  |  |
|  | 8 et 15 mars 2014           |                        |                             |               |                        |                       |                                 |            |            |            |            |            |               |     |        |        |        |        |        |  |  |
|  |                             |                        |                             |               |                        |                       |                                 |            |            |            |            |            |               |     |        |        |        |        |        |  |  |
|  | Lions de Lyon               | (1)                    | 5                           | 5             |                        |                       |                                 |            |            |            |            |            |               |     |        |        |        |        |        |  |  |
|  | Lions de Lyon               | (1)                    | 5                           | 5             | 19, 22 et 23 mars 2014 |                       |                                 |            |            |            |            |            |               |     |        |        |        |        |        |  |  |
|  | Dogs de Cholet              | (8)                    | 2                           | 2             |                        |                       |                                 |            |            |            |            |            |               |     |        |        |        |        |        |  |  |
|  | Dogs de Cholet              | (8)                    | 2                           | 2             | Lions de Lyon          | (1)                   | 4                               | 8          | 8          |            |            |            |               |     |        |        |        |        |        |  |  |
|  | 8, 15 et 16 mars 2014       |                        |                             |               | Lions de Lyon          | (1)                   | 4                               | 8          | 8          |            |            |            |               |     |        |        |        |        |        |  |  |
|  |                             |                        | Bisons de Neuilly-sur-Marne | (5)           | 5                      | 2                     | 3                               |            |            |            |            |            |               |     |        |        |        |        |        |  |  |
|  | Hormadi d'Anglet            | (4)                    | Bisons de Neuilly-sur-Marne | (5)           | 5                      | 2                     | 3                               | 6          | 4          | 3          |            |            |               |     |        |        |        |        |        |  |  |
|  | Hormadi d'Anglet            | (4)                    |                             |               |                        |                       | 29 et 30 mars et 1er avril 2014 | 6          | 4          | 3          |            |            |               |     |        |        |        |        |        |  |  |
|  | Bisons de Neuilly-sur-Marne | (5)                    | 7                           | 2             | 4                      |                       |                                 |            |            |            |            |            |               |     |        |        |        |        |        |  |  |
|  | Bisons de Neuilly-sur-Marne | (5)                    | 7                           | 2             | 4                      |                       |                                 |            |            |            |            |            | Lions de Lyon | (1) | 4      | 7      | 8      |        |        |  |  |
|  | 8, 15 et 16 mars 2014       |                        |                             |               |                        |                       |                                 |            |            |            |            |            | Lions de Lyon | (1) | 4      | 7      | 8      |        |        |  |  |
|  |                             | Boxers de Bordeaux     | (2)                         | 1             | 2                      | 2                     |                                 |            |            |            |            |            |               |     |        |        |        |        |        |  |  |
|  | Scorpions de Mulhouse       | Boxers de Bordeaux     | (2)                         | 1             | 2                      | 2                     | (3)                             | 4          | 2          | 5          |            |            |               |     |        |        |        |        |        |  |  |
|  | Scorpions de Mulhouse       | 19, 22 et 23 mars 2014 |                             |               |                        |                       | (3)                             | 4          | 2          | 5          |            |            |               |     |        |        |        |        |        |  |  |
|  | Aigles de Nice              | (6)                    | 2                           | 4             | 4                      |                       |                                 |            |            |            |            |            |               |     |        |        |        |        |        |  |  |
|  | Aigles de Nice              | (6)                    | 2                           | 4             | 4                      | Scorpions de Mulhouse | (3)                             | 3          | 1          | 0          |            |            |               |     |        |        |        |        |        |  |  |
|  | 8, 14 et 16 mars 2014       |                        |                             |               |                        | Scorpions de Mulhouse | (3)                             | 3          | 1          | 0          |            |            |               |     |        |        |        |        |        |  |  |
|  |                             |                        | Boxers de Bordeaux          | (2)           | 1                      | 5                     | 1                               |            |            |            |            |            |               |     |        |        |        |        |        |  |  |
|  | Boxers de Bordeaux          | (2)                    | Boxers de Bordeaux          | (2)           | 1                      | 5                     | 1                               | 3          | 5          | 5          |            |            |               |     |        |        |        |        |        |  |  |
|  | Boxers de Bordeaux          | (2)                    |                             |               |                        |                       |                                 | 3          | 5          | 5          |            |            |               |     |        |        |        |        |        |  |  |
|  | Corsaires de Dunkerque      | (7)                    | 4                           | 0             | 2                      |                       |                                 |            |            |            |            |            |               |     |        |        |        |        |        |  |  |
|  | Corsaires de Dunkerque      | (7)                    | 4                           | 0             | 2                      |                       |                                 |            |            |            |            |            |               |     |        |        |        |        |        |  |  |

#### Finale
| 29 mars 2014 | Lions de Lyon | 4-1 (2-0, 1-1, 1-0) | Boxers de Bordeaux | Patinoire Charlemagne 3 389 spectateurs |

| Feuille de match | Feuille de match | Feuille de match    | Feuille de match                                     | Feuille de match                                             |
| ---------------- | --- | ------------------- | ---------------------------------------------------- | ------------------------------------------------------------ |
|                  | N. Biniek (A. Gillet) — 37 s J. Lebey (N. Biniek, M. Millerioux) — 2 min 34 s (SN) A. Gillet (V. Tô-Landry, M. Millerioux) — 24 min 23 s A. Gillet (M. Millerioux, J. Laberge) — 41 min 8 s (SN) | 1-0 2-0 3-0 3-1 4-1 | N. Mariage (É. Brodeur, M. Obuch) — 27 min 14 s (SN) | Arbitrage : Benjamin Gremion Jérémy Kahli et Gabriel Pointel |
| Matej Kristín    | Gardiens | Mickaël Gasnier     |                                                      | Arbitrage : Benjamin Gremion Jérémy Kahli et Gabriel Pointel |
| 18 min           | Pénalités | 14 min              |                                                      | Arbitrage : Benjamin Gremion Jérémy Kahli et Gabriel Pointel |
|                  | |                     |                                                      | Arbitrage : Benjamin Gremion Jérémy Kahli et Gabriel Pointel |

| 30 mars 2014 | Lions de Lyon | 7-2 (4-1, 1-1, 2-0) | Boxers de Bordeaux | Patinoire Charlemagne 2 937 spectateurs |

| Feuille de match | Feuille de match | Feuille de match                    | Feuille de match                                                                                      | Feuille de match                                                |
| ---------------- | --- | ----------------------------------- | --- | --------------------------------------------------------------- |
|                  | M. Kristín (A. Gillet, T. Franck) — 10 min 30 s (SN) M. Kristín (A. Olsson, J. Laberge) — 12 min 30 s (SN) J. Lebey (V. Tô-Landry, A. Gillet) — 13 min 52 s M. Kristín (J. Laberge, A. Olsson) — 15 min 11 s (SN) A. Olsson (J. Laberge) — 22 min 52 s J. Lebey (O. Styf, N. Biniek) — 50 min 26 s (SN) V. Tô-Landry (M. Millerioux, A. Gillet) — 55 min 51 s | 0-1 1-1 2-1 3-1 4-1 5-1 5-2 6-2 7-2 | J. Majerčák (F. Paquin, JF. Savage) — 6 min 22 s (SN) É. Brodeur (L. Zeliska, A. Picot) — 28 min 19 s | Arbitrage : Marie-Tjana Picavet Jérémy Kahli et Gabriel Pointel |
| Matej Kristín    | Gardiens | Mickaël Gasnier                     | | Arbitrage : Marie-Tjana Picavet Jérémy Kahli et Gabriel Pointel |
| 16 min           | Pénalités | 40 min                              | | Arbitrage : Marie-Tjana Picavet Jérémy Kahli et Gabriel Pointel |
|                  | |                                     | | Arbitrage : Marie-Tjana Picavet Jérémy Kahli et Gabriel Pointel |

| 1er avril 2014 | Boxers de Bordeaux | 2-8 (1-2, 1-4, 0-2) | Lions de Lyon | Patinoire de Mériadeck 3 500 spectateurs |

| Feuille de match | Feuille de match                                                                                            | Feuille de match                        | Feuille de match | Feuille de match                                                     |
| ---------------- | --- | --------------------------------------- | --- | -------------------------------------------------------------------- |
|                  | J. Majerčák (D. Žemva, R. Horrut) — 14 min 6 s (SN) L. Zeliska (É. Brodeur, J. Majerčák) — 36 min 14 s (SN) | 0-1 1-1 1-2 1-3 1-4 1-5 2-5 2-6 2-7 2-8 | J. Lebey (N. Biniek, M. Dufek) — 1 min 26 s (SN) J. Laberge (M. Kristín, J. Lebey) — 18 min 17 s M. Kristín (A. Olsson, M. Millerioux) — 24 min 53 s V. Tô-Landry (N. Biniek, M. Dufek) — 27 min 40 s T. Franck (E. Raibon) — 31 min 45 s M. Kristín (A. Gillet, J. Laberge) — 37 min 48 s (IN) T. Franck — 42 min 27 s A. Gillet (F. Figon, E. Raibon) — 44 min 54 s | Arbitrage : Stéphane Rousselin Guillaume Barthe et Clément Goncalves |
| Mickaël Gasnier  | Gardiens | Matej Kristín                           | | Arbitrage : Stéphane Rousselin Guillaume Barthe et Clément Goncalves |
| 18 min           | Pénalités                                                                                                   | 24 min                                  | | Arbitrage : Stéphane Rousselin Guillaume Barthe et Clément Goncalves |
|                  | |                                         | | Arbitrage : Stéphane Rousselin Guillaume Barthe et Clément Goncalves |

## Division 2

### Formule de la saison
La saison régulière se joue du 21 septembre 2013 au 8 février 2014.
Les 18 équipes engagées sont réparties en deux poules de 9 suivant le système IIHF fondé sur le classement de la saison précédente. Chaque poule se joue en matchs aller-retour.
Les huit premiers de chaque poule se qualifient pour les séries éliminatoires qui se jouent en simple aller-retour (ainsi quand il y a match nul, il n'y a pas de prolongation, le score est conservé tel quel) en huitièmes et quarts de finale. Ainsi, le score cumulé des deux matchs désigne le qualifié. En cas d'égalité, sur l'ensemble des 2 matchs d'une série, une prolongation est alors disputée, s'il n'y a pas de but durant ces 10 minutes, des tirs au but sont alors joués.
Les demi-finales et la finale se déroulent au meilleur des trois matchs. Des prolongations et des tirs au but peuvent être nécessaires pour départager les équipes au cours d'un match. Le vainqueur de la finale est sacré champion de Division 2. Le champion et le finaliste sont promus en Division 1.

#### Attribution des points
- 2 pts pour une victoire en temps réglementaire, après prolongations ou aux tirs au but
- 1 pt pour une défaite après prolongations ou aux tirs au but
- 0 pt pour une défaite en temps réglementaire

### Équipes engagées
Initialement, la réserve des Dragons de Rouen est intégrée à la poule A, mais l'équipe est dissoute avant le début de la saison pour manque d'effectif.
Les équipes engagées en Division 2 sont donc au nombre de dix-huit (dont une équipe réserve). Elles sont réparties en deux poules de neuf :
| Poule A - Éléphants de Chambéry - Élans de Champigny - Lions de Compiègne - Peaux-Rouges d'Évry - Aigles de La Roche-sur-Yon - Taureaux de feu de Limoges promu de Division 3 - Comètes de Meudon - Bélougas de Toulouse relégué de Division 1 - Bouquetins de Val-Vanoise | Poule B - Galaxians d'Amnéville relégué de Division 1 - Castors d'Asnières - Jokers de Cergy - Sangliers Arvernes de Clermont - Français volants de Paris - Renards de Roanne promu de Division 3 - Étoile noire de Strasbourg 2 - Remparts de Tours - Lynx de Valence |

#### Poule A
| Équipes                    | Chambéry | Champigny | Compiègne | Évry   | La Roche-sur-Yon | Limoges | Meudon | Toulouse | Val-Vanoise |
| Éléphants de Chambéry      |          | 7-4       | 10-4      | 3-1    | 3-6              | 9-5     | 2-5    | 1-4      | 6-8         |
| Élans de Champigny         | 4-6      |           | 6-4       | 3-2    | 3-4              | 8-3     | 9-3    | 1-5      | 5-6 ap      |
| Lions de Compiègne         | 6-4      | 2-9       |           | 5-3    | 6-3              | 9-4     | 3-2 ap | 5-7      | 1-6         |
| Peaux-Rouges d'Évry        | 3-4      | 5-4       | 3-2 tab   |        | 3-2 tab          | 6-4     | 2-4    | 5-1      | 3-4         |
| Aigles de La Roche-sur-Yon | 5-1      | 5-1       | 8-3       | 3-2    |                  | 5-2     | 5-1    | 2-1 tab  | 6-5 ap      |
| Taureaux de feu de Limoges | 6-5 tab  | 4-3       | 11-4      | 2-3    | 2-4              |         | 5-0    | 1-0      | 1-7         |
| Comètes de Meudon          | 5-3      | 2-3       | 8-0       | 4-0    | 2-1 tab          | 6-5     |        | 3-4 tab  | 2-5         |
| Bélougas de Toulouse       | 3-2 tab  | 4-1       | 5-4       | 6-2    | 5-2              | 14-2    | 5-2    |          | 3-4 ap      |
| Bouquetins de Val-Vanoise  | 6-5 ap   | 7-3       | 6-3       | 4-3 ap | 8-7 ap           | 8-2     | 7-3    | 4-5 ap   |             |

| Clt   | Équipe           | PJ | V | VP | D  | DP | BP | BC | Diff | Pts |
| ----- | ---------------- | -- | - | -- | -- | -- | -- | -- | ---- | --- |
| +001, | Val-Vanoise      | 16 | 9 | 5  | 0  | 2  | 95 | 58 | +37  | 30  |
| +002, | Toulouse         | 16 | 9 | 3  | 2  | 2  | 72 | 41 | +31  | 26  |
| +003, | La Roche-sur-Yon | 16 | 9 | 2  | 2  | 3  | 68 | 48 | +20  | 25  |
| +004, | Meudon           | 16 | 6 | 1  | 7  | 2  | 52 | 59 | -7   | 16  |
| +005, | Chambéry         | 16 | 6 | 0  | 7  | 3  | 71 | 75 | -4   | 15  |
| +006, | Champigny,       | 16 | 6 | 0  | 9  | 1  | 67 | 69 | -2   | 13  |
| +007, | Évry             | 16 | 4 | 2  | 9  | 1  | 46 | 55 | -9   | 13  |
| +008, | Compiègne        | 16 | 4 | 1  | 10 | 1  | 61 | 95 | -34  | 11  |
| +009, | Limoges          | 16 | 4 | 1  | 11 | 0  | 59 | 91 | -32  | 10  |

- Qualifié pour les huitièmes de finale
- Relégué en Division 3

#### Poule B
| Équipes                        | Amnéville | Asnières | Cergy  | Clermont | Paris  | Roanne | Strasbourg 2 | Tours   | Valence |
| Galaxians d’Amnéville          |           | 0-9      | 7-1    | 4-2      | 4-7    | 9-3    | 5-1          | 4-5 ap  | 5-1     |
| Castors d'Asnières             | 0-5       |          | 5-3    | 4-3 ap   | 1-4    | 4-3 ap | 9-5          | 3-4 ap  | 3-2     |
| Jokers de Cergy                | 1-3       | 2-9      |        | 2-3      | 1-7    | 6-2    | 5-6 ap       | 1-3     | 5-3     |
| Sangliers Arvernes de Clermont | 5-4 ap    | 3-2 ap   | 5-4 ap |          | 0-2    | 3-2 ap | 6-2          | 4-7     | 1-3     |
| Français volants de Paris      | 6-5 ap    | 4-3 ap   | 5-1    | 2-5      |        | 3-1    | 5-1          | 4-1     | 4-1     |
| Renards de Roanne              | 3-8       | 3-5      | 6-2    | 1-4      | 3-7    |        | 9-4          | 5-4 tab | 4-7     |
| Étoile noire de Strasbourg 2   | 2-4       | 5-3      | 2-1    | 1-3      | 4-1    | 2-6    |              | 2-5     | 4-2     |
| Remparts de Tours              | 3-1       | 9-2      | 10-1   | 3-5      | 3-2 ap | 10-1   | 10-0         |         | 4-5 ap  |
| Lynx de Valence                | 6-3       | 5-3      | 4-5    | 5-1      | 2-3 ap | 5-4    | 5-4          | 3-4 ap  |         |

| Clt   | Équipe       | PJ | V  | VP | D  | DP | BP | BC | Diff | Pts |
| ----- | ------------ | -- | -- | -- | -- | -- | -- | -- | ---- | --- |
| +001, | Paris        | 16 | 10 | 3  | 2  | 1  | 66 | 36 | +30  | 27  |
| +002, | Tours        | 16 | 8  | 4  | 2  | 2  | 85 | 43 | +42  | 26  |
| +003, | Amnéville    | 16 | 9  | 0  | 4  | 3  | 71 | 55 | +16  | 21  |
| +004, | Clermont     | 16 | 6  | 4  | 5  | 1  | 53 | 48 | +5   | 21  |
| +005, | Asnières     | 16 | 6  | 2  | 5  | 3  | 65 | 60 | +5   | 19  |
| +006, | Valence      | 16 | 7  | 1  | 6  | 2  | 59 | 57 | +2   | 18  |
| +007, | Roanne       | 16 | 3  | 1  | 10 | 2  | 56 | 83 | -27  | 10  |
| +008, | Strasbourg 2 | 16 | 4  | 1  | 11 | 0  | 45 | 79 | -34  | 10  |
| +009, | Cergy        | 16 | 3  | 0  | 11 | 2  | 41 | 80 | -39  | 8   |

- Qualifié pour les huitièmes de finale

### Séries éliminatoires
|  |                                |                      |                                |                      |                      |                           |    |                  |                           |                            |                           |                           |                           |                           |                   |                   |                   |                   |                   |                   |        |        |        |        |
|  | Huitièmes de finale            | Huitièmes de finale  | Huitièmes de finale            | Huitièmes de finale  | Huitièmes de finale  |                           |    | Quarts de finale | Quarts de finale          | Quarts de finale           | Quarts de finale          | Quarts de finale          |                           |                           | Finale            | Finale            | Finale            | Finale            | Finale            | Finale            | Finale | Finale | Finale | Finale |
|  |                                |                      |                                |                      |                      |                           |    |                  |                           |                            |                           |                           |                           |                           |                   |                   |                   |                   |                   |                   |        |        |        |        |
|  |                                |                      |                                |                      |                      |                           |    |                  | Demi-finales              |                            |                           |                           |                           |                           |                   |                   |                   |                   |                   |                   |        |        |        |        |
|  | 22 février et 1er mars 2014    |                      |                                |                      |                      |                           |    |                  |                           |                            |                           |                           |                           |                           |                   |                   |                   |                   |                   |                   |        |        |        |        |
|  |                                |                      |                                |                      |                      |                           |    |                  |                           |                            |                           |                           |                           |                           |                   |                   |                   |                   |                   |                   |        |        |        |        |
|  | Bouquetins de Val-Vanoise      | A1                   | 5                              | 9                    | 14                   |                           |    |                  |                           |                            |                           |                           |                           |                           |                   |                   |                   |                   |                   |                   |        |        |        |        |
|  | Bouquetins de Val-Vanoise      | A1                   | 5                              | 9                    | 14                   | 8 et 15 mars 2014         |    |                  |                           |                            |                           |                           |                           |                           |                   |                   |                   |                   |                   |                   |        |        |        |        |
|  | Étoile noire de Strasbourg 2   | B8                   | 1                              | 1                    | 2                    |                           |    |                  |                           |                            |                           |                           |                           |                           |                   |                   |                   |                   |                   |                   |        |        |        |        |
|  | Étoile noire de Strasbourg 2   | B8                   | 1                              | 1                    | 2                    | Bouquetins de Val-Vanoise | A1 | 5                | 7                         | 12                         |                           |                           |                           |                           |                   |                   |                   |                   |                   |                   |        |        |        |        |
|  | 22 février et 1er mars 2014    |                      |                                |                      |                      | Bouquetins de Val-Vanoise | A1 | 5                | 7                         | 12                         |                           |                           |                           |                           |                   |                   |                   |                   |                   |                   |        |        |        |        |
|  |                                |                      | Sangliers Arvernes de Clermont | B4                   | 3                    | 3                         | 6  |                  |                           |                            |                           |                           |                           |                           |                   |                   |                   |                   |                   |                   |        |        |        |        |
|  | Éléphants de Chambéry          | A5                   | Sangliers Arvernes de Clermont | B4                   | 3                    | 3                         | 6  | 4                | 4                         | 8                          |                           |                           |                           |                           |                   |                   |                   |                   |                   |                   |        |        |        |        |
|  | Éléphants de Chambéry          | A5                   | 22 et 29 mars 2014             |                      |                      |                           |    | 4                | 4                         | 8                          |                           |                           |                           |                           |                   |                   |                   |                   |                   |                   |        |        |        |        |
|  | Sangliers Arvernes de Clermont | B4                   | 4                              | 5                    | 9                    |                           |    |                  |                           |                            |                           |                           |                           |                           |                   |                   |                   |                   |                   |                   |        |        |        |        |
|  | Sangliers Arvernes de Clermont | B4                   | 4                              | 5                    | 9                    |                           |    |                  | Bouquetins de Val-Vanoise | Bouquetins de Val-Vanoise  | Bouquetins de Val-Vanoise | Bouquetins de Val-Vanoise | Bouquetins de Val-Vanoise | Bouquetins de Val-Vanoise | A1                | 5                 | 2                 |                   |                   |                   |        |        |        |        |
|  | 22 février et 1er mars 2014    |                      |                                |                      |                      |                           |    |                  | Bouquetins de Val-Vanoise | Bouquetins de Val-Vanoise  | Bouquetins de Val-Vanoise | Bouquetins de Val-Vanoise | Bouquetins de Val-Vanoise | Bouquetins de Val-Vanoise | A1                | 5                 | 2                 |                   |                   |                   |        |        |        |        |
|  | Remparts de Tours              | Remparts de Tours    | Remparts de Tours              | Remparts de Tours    | Remparts de Tours    | Remparts de Tours         | B2 | 6                | 4                         |                            |                           |                           |                           |                           |                   |                   |                   |                   |                   |                   |        |        |        |        |
|  | Remparts de Tours              | Remparts de Tours    | Remparts de Tours              | Remparts de Tours    | Remparts de Tours    | Remparts de Tours         | B2 | 6                | 4                         | Aigles de La Roche-sur-Yon | A3                        | 3                         | 2                         | 5                         |                   |                   |                   |                   |                   |                   |        |        |        |        |
|  | 8 et 15 mars 2014              |                      |                                |                      |                      |                           |    |                  |                           | Aigles de La Roche-sur-Yon | A3                        | 3                         | 2                         | 5                         |                   |                   |                   |                   |                   |                   |        |        |        |        |
|  | Lynx de Valence                | B6                   | 4                              | 4                    | 8                    |                           |    |                  |                           |                            |                           |                           |                           |                           |                   |                   |                   |                   |                   |                   |        |        |        |        |
|  | Lynx de Valence                | B6                   | 4                              | 4                    | 8                    | Lynx de Valence           | B6 | 1                | 3                         | 4                          |                           |                           |                           |                           |                   |                   |                   |                   |                   |                   |        |        |        |        |
|  | 22 février et 1er mars 2014    |                      |                                |                      |                      | Lynx de Valence           | B6 | 1                | 3                         | 4                          |                           |                           |                           |                           |                   |                   |                   |                   |                   |                   |        |        |        |        |
|  |                                |                      | Remparts de Tours              | B2                   | 5                    | 3                         | 8  |                  |                           |                            |                           |                           |                           |                           |                   |                   |                   |                   |                   |                   |        |        |        |        |
|  | Peaux-Rouges d'Évry            | A7                   | Remparts de Tours              | B2                   | 5                    | 3                         | 8  | 2                | 4                         | 6                          |                           |                           |                           |                           |                   |                   |                   |                   |                   |                   |        |        |        |        |
|  | Peaux-Rouges d'Évry            | A7                   |                                |                      |                      |                           |    | 2                | 4                         | 6                          | 5 et 12 avril 2014        |                           |                           |                           |                   |                   |                   |                   |                   |                   |        |        |        |        |
|  | Remparts de Tours              | B2                   | 6                              | 5                    | 11                   |                           |    |                  |                           |                            |                           |                           |                           |                           |                   |                   |                   |                   |                   |                   |        |        |        |        |
|  | Remparts de Tours              | B2                   | 6                              | 5                    | 11                   |                           |    |                  |                           |                            |                           |                           |                           |                           | Remparts de Tours | Remparts de Tours | Remparts de Tours | Remparts de Tours | Remparts de Tours | Remparts de Tours | B2     | 2      | 1      |        |
|  | 22 février et 1er mars 2014    |                      |                                |                      |                      |                           |    |                  |                           |                            |                           |                           |                           |                           | Remparts de Tours | Remparts de Tours | Remparts de Tours | Remparts de Tours | Remparts de Tours | Remparts de Tours | B2     | 2      | 1      |        |
|  | Bélougas de Toulouse           | Bélougas de Toulouse | Bélougas de Toulouse           | Bélougas de Toulouse | Bélougas de Toulouse | Bélougas de Toulouse      | A2 | 3                | 4                         |                            |                           |                           |                           |                           |                   |                   |                   |                   |                   |                   |        |        |        |        |
|  | Bélougas de Toulouse           | Bélougas de Toulouse | Bélougas de Toulouse           | Bélougas de Toulouse | Bélougas de Toulouse | Bélougas de Toulouse      | A2 | 3                | 4                         | Bélougas de Toulouse       | A2                        | 12                        | 3                         | 15                        |                   |                   |                   |                   |                   |                   |        |        |        |        |
|  | 8 et 15 mars 2014              |                      |                                |                      |                      |                           |    |                  |                           | Bélougas de Toulouse       | A2                        | 12                        | 3                         | 15                        |                   |                   |                   |                   |                   |                   |        |        |        |        |
|  | Renards de Roanne              | B7                   | 1                              | 2                    | 3                    |                           |    |                  |                           |                            |                           |                           |                           |                           |                   |                   |                   |                   |                   |                   |        |        |        |        |
|  | Renards de Roanne              | B7                   | 1                              | 2                    | 3                    | Bélougas de Toulouse      | A2 | 3                | 2                         | 5                          |                           |                           |                           |                           |                   |                   |                   |                   |                   |                   |        |        |        |        |
|  | 22 février et 1er mars 2014    |                      |                                |                      |                      | Bélougas de Toulouse      | A2 | 3                | 2                         | 5                          |                           |                           |                           |                           |                   |                   |                   |                   |                   |                   |        |        |        |        |
|  |                                |                      | Élans de Champigny             | A6                   | 0                    | 1                         | 1  |                  |                           |                            |                           |                           |                           |                           |                   |                   |                   |                   |                   |                   |        |        |        |        |
|  | Élans de Champigny             | A6                   | Élans de Champigny             | A6                   | 0                    | 1                         | 1  | 5                | 2                         | 7                          |                           |                           |                           |                           |                   |                   |                   |                   |                   |                   |        |        |        |        |
|  | Élans de Champigny             | A6                   | 22 et 29 mars 2014             |                      |                      |                           |    | 5                | 2                         | 7                          |                           |                           |                           |                           |                   |                   |                   |                   |                   |                   |        |        |        |        |
|  | Galaxians d’Amnéville          | B3                   | 2                              | 3                    | 5                    |                           |    |                  |                           |                            |                           |                           |                           |                           |                   |                   |                   |                   |                   |                   |        |        |        |        |
|  | Galaxians d’Amnéville          | B3                   | 2                              | 3                    | 5                    |                           |    |                  | Bélougas de Toulouse      | Bélougas de Toulouse       | Bélougas de Toulouse      | Bélougas de Toulouse      | Bélougas de Toulouse      | Bélougas de Toulouse      | A2                | 4                 | 8                 |                   |                   |                   |        |        |        |        |
|  | 22 février et 1er mars 2014    |                      |                                |                      |                      |                           |    |                  | Bélougas de Toulouse      | Bélougas de Toulouse       | Bélougas de Toulouse      | Bélougas de Toulouse      | Bélougas de Toulouse      | Bélougas de Toulouse      | A2                | 4                 | 8                 |                   |                   |                   |        |        |        |        |
|  | Lions de Compiègne             | Lions de Compiègne   | Lions de Compiègne             | Lions de Compiègne   | Lions de Compiègne   | Lions de Compiègne        | A8 | 1                | 2                         |                            |                           |                           |                           |                           |                   |                   |                   |                   |                   |                   |        |        |        |        |
|  | Lions de Compiègne             | Lions de Compiègne   | Lions de Compiègne             | Lions de Compiègne   | Lions de Compiègne   | Lions de Compiègne        | A8 | 1                | 2                         | Comètes de Meudon          | A4                        | 5                         | 2                         | 7                         |                   |                   |                   |                   |                   |                   |        |        |        |        |
|  | 8 et 15 mars 2014              |                      |                                |                      |                      |                           |    |                  |                           | Comètes de Meudon          | A4                        | 5                         | 2                         | 7                         |                   |                   |                   |                   |                   |                   |        |        |        |        |
|  | Castors d'Asnières             | B5                   | 2                              | 1                    | 3                    |                           |    |                  |                           |                            |                           |                           |                           |                           |                   |                   |                   |                   |                   |                   |        |        |        |        |
|  | Castors d'Asnières             | B5                   | 2                              | 1                    | 3                    | Comètes de Meudon         | A4 | 3                | 2                         | 5                          |                           |                           |                           |                           |                   |                   |                   |                   |                   |                   |        |        |        |        |
|  | 22 février et 1er mars 2014    |                      |                                |                      |                      | Comètes de Meudon         | A4 | 3                | 2                         | 5                          |                           |                           |                           |                           |                   |                   |                   |                   |                   |                   |        |        |        |        |
|  |                                |                      | Lions de Compiègne             | A8                   | 5                    | 2                         | 7  |                  |                           |                            |                           |                           |                           |                           |                   |                   |                   |                   |                   |                   |        |        |        |        |
|  | Lions de Compiègne             | A8                   | Lions de Compiègne             | A8                   | 5                    | 2                         | 7  | 4                | 7                         | 11                         |                           |                           |                           |                           |                   |                   |                   |                   |                   |                   |        |        |        |        |
|  | Lions de Compiègne             | A8                   |                                |                      |                      |                           |    | 4                | 7                         | 11                         |                           |                           |                           |                           |                   |                   |                   |                   |                   |                   |        |        |        |        |
|  | Français volants de Paris      | B1                   | 3                              | 4                    | 7                    |                           |    |                  |                           |                            |                           |                           |                           |                           |                   |                   |                   |                   |                   |                   |        |        |        |        |
|  | Français volants de Paris      | B1                   | 3                              | 4                    | 7                    |                           |    |                  |                           |                            |                           |                           |                           |                           |                   |                   |                   |                   |                   |                   |        |        |        |        |

#### Finale
| 5 avril 2014 | Toulouse Blagnac | 3-2 (0-1, 1-0, 2-1) | Tours | Patinoire Jacques-Raynaud 1 400 spectateurs |

| Feuille de match | Feuille de match | Feuille de match    | Feuille de match                                                                        | Feuille de match                                                  |
| ---------------- | --- | ------------------- | --------------------------------------------------------------------------------------- | ----------------------------------------------------------------- |
|                  | S. Halme (A. Laine, J. Korvakangas) — 24 min 33 s (SN) K. Marias-Magill (A. Codevelle) — 48 min 46 s J. Korvakangas (J. Viitanen) — 51 min 9 s | 0-1 1-1 2-1 3-1 3-2 | M. Kiška (T. Kukucka, T. Saint-André) — 16 min 27 s M. Kiška (T. Kukucka) — 59 min 23 s | Arbitrage : Adrien Ernecq Jérémy Poulain et Nicolas Constantineau |
| Niklas Lehti     | Gardiens | François Lacerte    |                                                                                         | Arbitrage : Adrien Ernecq Jérémy Poulain et Nicolas Constantineau |
| 10 min           | Pénalités | 40 min              |                                                                                         | Arbitrage : Adrien Ernecq Jérémy Poulain et Nicolas Constantineau |
|                  | |                     |                                                                                         | Arbitrage : Adrien Ernecq Jérémy Poulain et Nicolas Constantineau |

| 12 avril 2014 | Tours | 1-4 (0-2, 1-0, 0-2) | Toulouse Blagnac | Patinoire municipale 1 600 spectateurs |

| Feuille de match | Feuille de match                           | Feuille de match    | Feuille de match | Feuille de match                                                |
| ---------------- | ------------------------------------------ | ------------------- | --- | --------------------------------------------------------------- |
|                  | P. Domin (T. Kukucka) — 29 min 42 s (2 SN) | 0-1 0-2 1-2 1-3 1-4 | M. Faup (M. Krukoff) — 7 min M. Plamondon-Ratté — 8 min 15 s S. Savajol (J. Viitanen) — 44 min 18 s F. Faure — 59 min 45 s (CV) | Arbitrage : Laurent Vaissaire Guillaume Gardiol et Hervé Roulet |
| François Lacerte | Gardiens                                   | Niklas Lehti        | | Arbitrage : Laurent Vaissaire Guillaume Gardiol et Hervé Roulet |
| 12 min           | Pénalités                                  | 12 min              | | Arbitrage : Laurent Vaissaire Guillaume Gardiol et Hervé Roulet |
|                  |                                            |                     | | Arbitrage : Laurent Vaissaire Guillaume Gardiol et Hervé Roulet |

## Division 3
Localisation des équipes 2013-14 de la division 3

### Formule de la saison
La saison régulière se joue du 21 septembre 2013 au 16 février 2014.
Les trente-deux équipes engagées sont réparties en quatre poules (de huit équipes), les matchs se jouent en aller-retour. Les quatre premiers de chaque groupe se qualifient pour la phase finale.
Durant la phase finale qui se joue en matchs aller-retour (ainsi quand il y a match nul, il n'y a pas de prolongation, le score est conservé tel quel), le score cumulé désignant le vainqueur, les qualifiés du groupe A affrontent ceux du groupe B et ceux du groupe C sont opposés à ceux du groupe D. Les vainqueurs des quarts de finale se qualifient pour le carré final.
Les quatre qualifiés pour le carré final sont rassemblés au sein d'une poule unique qui se joue en matchs simples. L'équipe finissant à la première place est sacrée champion de Division 3. Le champion et le deuxième sont promus en Division 2.

#### Attribution des points pour la saison régulière
- 2 pts pour une victoire
- 1 pt pour un nul
- 0 pt pour une défaite
- -1 pt pour une défaite sur tapis vert

#### Attribution des points pour le carré final
- 3 pts pour une victoire en temps réglementaire
- 2 pts pour une victoire en prolongations ou aux tirs au but
- 1 pt pour une défaite en prolongations ou aux tirs au but
- 0 pt pour une défaite en temps réglementaire

### Équipes engagées
Les trente équipes engagées, dont treize équipes réserves et une équipe basée au Luxembourg, sont réparties en quatre groupes régionaux (le 2 suivant le nom d'une équipe indique qu'il s'agit d'une équipe réserve) :
| Groupe A - Castors d'Asnières 2 - Tigres de Boulogne - Albatros de Brest 2 - Coqs de Courbevoie 2 - Corsaires de Nantes 2 nouvelle équipe - Dragons de Poitiers - Cormorans de Rennes - Remparts de Tours 2 Groupe C - Aigles de Besançon - Titans de Colmar - Caribous de Seine-et-Marne - Ducs de Dijon 2 - Dauphins d'Épinal 2 - Bisons de Neuilly-sur-Marne 2 (forfait général) - Renards d'Orléans - Jets de Viry-Châtillon | Poule B - Jokers de Cergy-Pontoise 2 - Gaulois de Châlons-en-Champagne - Chiefs de Deuil-Garges - Corsaires de Dunkerque 2 nouvelle équipe - Dock's du Havre (forfait général durant la saison) - Tornado de Luxembourg - Diables rouges de Valenciennes Groupe D - Castors d'Avignon - Éléphants de Chambéry 2 - Sangliers Arvernes 2 - Spartiates de Marseille - Griffes de l'ours d'Orcières - Boucaniers de Toulon rétrogradé de Division 2 - Lynx de Valence 2 - Bouquetins de Val-Vanoise 2 nouvelle équipe |

### Saison régulière

#### Groupe A
| Équipes               | Asnières 2 | Boulogne | Brest 2 | Courbevoie 2 | Nantes 2 | Poitiers | Rennes | Tours 2 |
| Castors d'Asnières 2  |            | 7-9      | 3-5     | 7-1          | 7-1      | 9-4      | 8-4    | 3-8     |
| Tigres de Boulogne    | 4-4        |          | 7-3     | 7-0          | 11-3     | 14-0     | 13-6   | 9-2     |
| Albatros de Brest 2   | 3-0        | 2-5      |         | 4-6          | 6-3      | 7-2      | 7-1    | 1-5     |
| Coqs de Courbevoie 2  | 13-5       | 4-11     | 1-5     |              | 4-6      | 7-6      | 14-3   | 3-1     |
| Corsaires de Nantes 2 | 9-4        | 4-9      | 3-1     | 2-2          |          | 7-3      | 7-3    | 3-3     |
| Dragons de Poitiers   | 1-4        | 1-12     | 0-6     | 2-3          | 1-7      |          | 4-3    | 0-9     |
| Cormorans de Rennes   | 5-13       | 0-8      | 3-4     | 5-8          | 3-18     | 4-3      |        | 0-11    |
| Remparts de Tours 2   | 6-5        | 5-8      | 5-4     | 4-3          | 5-4      | 10-2     | 16-3   |         |

| Clt   | Équipe               | PJ | V  | D  | N | BP  | BC  | Diff | Pts |
| ----- | -------------------- | -- | -- | -- | - | --- | --- | ---- | --- |
| +001, | Boulogne-Billancourt | 14 | 13 | 0  | 1 | 127 | 41  | +83  | 27  |
| +002, | Tours 2              | 14 | 10 | 3  | 1 | 90  | 48  | +42  | 21  |
| +003, | Brest 2              | 14 | 8  | 6  | 0 | 58  | 44  | +14  | 16  |
| +004, | Nantes 2             | 14 | 7  | 5  | 2 | 77  | 62  | +15  | 16  |
| +005, | Courbevoie 2         | 14 | 7  | 6  | 1 | 69  | 68  | +1   | 15  |
| +006, | Asnières 2           | 14 | 6  | 7  | 1 | 79  | 73  | +6   | 13  |
| +007, | Poitiers             | 14 | 1  | 13 | 0 | 29  | 102 | -73  | 2   |
| +008, | Rennes               | 14 | 1  | 13 | 0 | 43  | 134 | -91  | 2   |

- Qualifié pour le carré final
- Qualifié pour la phase finale

#### Groupe B
L'équipe havraise se voit infliger un forfait général sur la saison à la suite d'un troisième match forfait. La décision est tombée le 13 février 2014 à 2 jours de la fin de la phase préliminaire, cela ne change rien au classement de la poule.
| Équipes                         | Cergy 2 | Châlons | Deuil-Garges | Dunkerque 2 | Le Havre | Luxembourg | Valenciennes |
| Jokers de Cergy-Pontoise 2      |         | 1-9     | 0-12         | 4-9         |          | 0-8        | 0-4          |
| Gaulois de Châlons-en-Champagne | 18-2    |         | 2-6          | 7-3         |          | 2-11       | 3-4          |
| Chiefs de Deuil-Garges          | 12-0    | 3-3     |              | 5-0         |          | 4-1        | 3-1          |
| Corsaires de Dunkerque 2        | 9-0     | 6-6     | 0-10         |             |          | 2-4        | 2-5          |
| Dock's du Havre                 |         |         |              |             |          |            |              |
| Tornado de Luxembourg           | 5-0     | 4-3     | 1-8          | 11-5        |          |            | 1-2          |
| Diables rouges de Valenciennes  | 10-4    | 7-5     | 3-3          | 3-0         |          | 4-3        |              |

| Clt   | Équipe               | PJ | V | D  | N | BP | BC | Diff | Pts |
| ----- | -------------------- | -- | - | -- | - | -- | -- | ---- | --- |
| +001, | Deuil-Garges         | 10 | 8 | 0  | 2 | 66 | 11 | +55  | 18  |
| +002, | Valenciennes         | 10 | 8 | 1  | 1 | 43 | 24 | +19  | 17  |
| +003, | Luxembourg           | 10 | 6 | 4  | 0 | 49 | 30 | +19  | 12  |
| +004, | Châlons-en-Champagne | 10 | 3 | 5  | 2 | 58 | 47 | +11  | 8   |
| +005, | Dunkerque 2          | 10 | 2 | 7  | 1 | 36 | 55 | -19  | 5   |
| +006, | Cergy-Pontoise 2     | 10 | 0 | 10 | 0 | 11 | 96 | -85  | 0   |

- Qualifié pour le carré final
- Qualifié pour la phase finale

#### Groupe C
| Équipes                    | Besançon | Colmar | Seine-et-Marne | Dijon 2 | Épinal 2 | Orléans | Viry |
| Aigles de Besançon         |          | 6-9    | 3-8            | 3-3     | 0-11     | 2-3     | 2-5  |
| Titans de Colmar           | 18-1     |        | 4-6            | 5-7     | 4-3      | 6-2     | 2-4  |
| Caribous de Seine-et-Marne | 7-3      | 7-3    |                | 7-5     | 0-9      | 5-4     | 4-4  |
| Ducs de Dijon 2            | 10-1     | 9-1    | 4-5            |         | 5-5      | 5-1     | 7-6  |
| Dauphins d'Épinal 2        | 16-1     | 3-6    | 15-1           | 4-0     |          | 6-2     | 6-3  |
| Renards d'Orléans          | 7-3      | 0-11   | 0-4            | 1-2     | 1-8      |         | 2-5  |
| Jets de Viry-Châtillon     | 6-0      | 3-1    | 2-3            | 7-2     | 2-2      | 4-1     |      |

| Clt   | Équipe         | PJ | V | D  | N | BP | BC  | Diff | Pts |
| ----- | -------------- | -- | - | -- | - | -- | --- | ---- | --- |
| +001, | Seine-et-Marne | 12 | 9 | 2  | 1 | 57 | 56  | +1   | 19  |
| +002, | Épinal 2       | 12 | 8 | 2  | 2 | 88 | 25  | +63  | 18  |
| +003, | Viry-Châtillon | 12 | 7 | 3  | 2 | 51 | 32  | +19  | 16  |
| +004, | Dijon 2        | 12 | 6 | 4  | 2 | 59 | 46  | +13  | 14  |
| +005, | Colmar         | 12 | 6 | 6  | 0 | 70 | 51  | +19  | 12  |
| +006, | Orléans        | 12 | 2 | 10 | 0 | 24 | 61  | -37  | 4   |
| +007, | Besançon       | 12 | 0 | 11 | 1 | 25 | 103 | -78  | 1   |

- Qualifié pour le carré final
- Qualifié pour la phase finale

#### Groupe D
| Équipes                      | Avignon | Chambéry 2 | Clermont 2 | Marseille | Orcières | Toulon | Valence 2 | Val-Vanoise 2 |
| Castors d'Avignon            |         | 9-0        | 11-1       | 2-6       | 4-4      | 7-1    | 10-0      | 7-1           |
| Éléphants de Chambéry 2      | 6-7     |            | 6-5        | 2-7       | 1-6      | 8-0    | 4-7       | 1-3           |
| Sangliers Arvernes 2         | 2-17    | 3-4        |            | 0-15      | 2-8      | 4-6    | 3-3       | 4-10          |
| Spartiates de Marseille      | 1-2     | 9-2        | 19-1       |           | 16-2     | 9-0    | 18-0      | 8-1           |
| Griffes de l'ours d'Orcières | 3-5     | 7-1        | 6-3        | 5-5       |          | 5-1    | 13-2      | 13-4          |
| Boucaniers de Toulon         | 1-11    | 5-5        | 4-3        | 1-15      | 3-3      |        | 11-0      | 1-4           |
| Lynx de Valence 2            | 0-13    | 2-11       | 4-6        | 3-22      | 2-11     | 2-13   |           | 6-15          |
| Bouquetins de Val-Vanoise 2  | 4-4     | 4-8        | 9-1        | 7-8       | 4-7      | 10-3   | 14-3      |               |

| Clt   | Équipe        | PJ | V  | D  | N | BP  | BC  | Diff | Pts |
| ----- | ------------- | -- | -- | -- | - | --- | --- | ---- | --- |
| +001, | Marseille     | 14 | 12 | 1  | 1 | 158 | 28  | +130 | 25  |
| +002, | Avignon       | 14 | 11 | 1  | 2 | 109 | 30  | +79  | 24  |
| +003, | Orcières      | 14 | 9  | 2  | 3 | 93  | 53  | +40  | 21  |
| +004, | Val-Vanoise 2 | 14 | 7  | 6  | 1 | 90  | 74  | +16  | 15  |
| +005, | Chambéry 2    | 14 | 5  | 8  | 1 | 59  | 74  | -15  | 11  |
| +006, | Toulon        | 14 | 4  | 8  | 2 | 50  | 86  | -36  | 10  |
| +007, | Clermont 2    | 14 | 1  | 12 | 1 | 38  | 122 | -84  | 3   |
| +008, | Valence 2     | 14 | 1  | 12 | 1 | 34  | 164 | -130 | 3   |

- Qualifié pour le carré final
- Qualifié pour la phase finale

### Phase finale

#### Séries éliminatoires
|  | Huitièmes de finale             | Huitièmes de finale             | Huitièmes de finale | Huitièmes de finale | Huitièmes de finale | Huitièmes de finale |                            |                            | Quarts de finale | Quarts de finale | Quarts de finale | Quarts de finale | Quarts de finale | Quarts de finale |
|  |                                 |                                 |                     |                     |                     |                     |                            |                            |                  |                  |                  |                  |                  |                  |
|  | 22 février et 1 mars 2014       |                                 |                     |                     |                     |                     |                            |                            |                  |                  |                  |                  |                  |                  |
|  |                                 |                                 |                     |                     |                     |                     |                            |                            |                  |                  |                  |                  |                  |                  |
|  | Tigres de Boulogne              | Tigres de Boulogne              | A1                  | 3                   | 12                  | 15                  |                            |                            |                  |                  |                  |                  |                  |                  |
|  | Tigres de Boulogne              | Tigres de Boulogne              | A1                  | 3                   | 12                  | 15                  | 29 mars et 5 avril 2014    |                            |                  |                  |                  |                  |                  |                  |
|  | Gaulois de Châlons-en-Champagne | Gaulois de Châlons-en-Champagne | B4                  | 2                   | 4                   | 6                   |                            |                            |                  |                  |                  |                  |                  |                  |
|  | Gaulois de Châlons-en-Champagne | Gaulois de Châlons-en-Champagne | B4                  | 2                   | 4                   | 6                   | Tigres de Boulogne         | Tigres de Boulogne         | A1               | 4                | 6                | 10               |                  |                  |
|  | 1 et 8 mars 2014                |                                 |                     |                     |                     |                     | Tigres de Boulogne         | Tigres de Boulogne         | A1               | 4                | 6                | 10               |                  |                  |
|  |                                 | Albatros de Brest 2             | Albatros de Brest 2 | A3                  | 1                   | 3                   | 4                          |                            |                  |                  |                  |                  |                  |                  |
|  | Diables rouges de Valenciennes  | Diables rouges de Valenciennes  | Albatros de Brest 2 | A3                  | 1                   | 3                   | 4                          | B2                         | 3                | 1                | 4                |                  |                  |                  |
|  | Diables rouges de Valenciennes  | Diables rouges de Valenciennes  |                     |                     |                     |                     |                            | B2                         | 3                | 1                | 4                |                  |                  |                  |
|  | Albatros de Brest 2             | Albatros de Brest 2             | A3                  | 4                   | 6                   | 10                  |                            |                            |                  |                  |                  |                  |                  |                  |
|  | Albatros de Brest 2             | Albatros de Brest 2             | A3                  | 4                   | 6                   | 10                  |                            |                            |                  |                  |                  |                  |                  |                  |
|  | 1 et 8 mars 2014                |                                 |                     |                     |                     |                     |                            |                            |                  |                  |                  |                  |                  |                  |
|  |                                 |                                 |                     |                     |                     |                     |                            |                            |                  |                  |                  |                  |                  |                  |
|  | Chiefs de Deuil-Garges          | Chiefs de Deuil-Garges          | B1                  | 4                   | 4                   | 8                   |                            |                            |                  |                  |                  |                  |                  |                  |
|  | Chiefs de Deuil-Garges          | Chiefs de Deuil-Garges          | B1                  | 4                   | 4                   | 8                   | 22 et 29 mars 2014         |                            |                  |                  |                  |                  |                  |                  |
|  | Corsaires de Nantes 2           | Corsaires de Nantes 2           | A4                  | 2                   | 0                   | 2                   |                            |                            |                  |                  |                  |                  |                  |                  |
|  | Corsaires de Nantes 2           | Corsaires de Nantes 2           | A4                  | 2                   | 0                   | 2                   | Chiefs de Deuil-Garges     | Chiefs de Deuil-Garges     | B1               | 4                | 6                | 10               |                  |                  |
|  | 22 février et 8 mars 2014       |                                 |                     |                     |                     |                     | Chiefs de Deuil-Garges     | Chiefs de Deuil-Garges     | B1               | 4                | 6                | 10               |                  |                  |
|  |                                 | Remparts de Tours 2             | Remparts de Tours 2 | A2                  | 4                   | 7                   | 11                         |                            |                  |                  |                  |                  |                  |                  |
|  | Remparts de Tours 2             | Remparts de Tours 2             | Remparts de Tours 2 | A2                  | 4                   | 7                   | 11                         | A2                         | 9                | 5                | 14               |                  |                  |                  |
|  | Remparts de Tours 2             | Remparts de Tours 2             |                     |                     |                     |                     |                            | A2                         | 9                | 5                | 14               |                  |                  |                  |
|  | Tornado Luxembourg              | Tornado Luxembourg              | B3                  | 3                   | 7                   | 10                  |                            |                            |                  |                  |                  |                  |                  |                  |
|  | Tornado Luxembourg              | Tornado Luxembourg              | B3                  | 3                   | 7                   | 10                  |                            |                            |                  |                  |                  |                  |                  |                  |
|  | 1 et 8 mars 2014                |                                 |                     |                     |                     |                     |                            |                            |                  |                  |                  |                  |                  |                  |
|  |                                 |                                 |                     |                     |                     |                     |                            |                            |                  |                  |                  |                  |                  |                  |
|  | Caribous de Seine-et-Marne      | Caribous de Seine-et-Marne      | C1                  | 4                   | 9                   | 13                  |                            |                            |                  |                  |                  |                  |                  |                  |
|  | Caribous de Seine-et-Marne      | Caribous de Seine-et-Marne      | C1                  | 4                   | 9                   | 13                  | 15 et 22 mars 2014         |                            |                  |                  |                  |                  |                  |                  |
|  | Bouquetins de Val Vanoise 2     | Bouquetins de Val Vanoise 2     | D4                  | 4                   | 3                   | 7                   |                            |                            |                  |                  |                  |                  |                  |                  |
|  | Bouquetins de Val Vanoise 2     | Bouquetins de Val Vanoise 2     | D4                  | 4                   | 3                   | 7                   | Caribous de Seine-et-Marne | Caribous de Seine-et-Marne | C1               | 3                | 7                | 10               |                  |                  |
|  | 22 février et 1 mars 2014       |                                 |                     |                     |                     |                     | Caribous de Seine-et-Marne | Caribous de Seine-et-Marne | C1               | 3                | 7                | 10               |                  |                  |
|  |                                 | Castors d'Avignon               | Castors d'Avignon   | D2                  | 9                   | 7                   | 16                         |                            |                  |                  |                  |                  |                  |                  |
|  | Castors d'Avignon               | Castors d'Avignon               | Castors d'Avignon   | D2                  | 9                   | 7                   | 16                         | D2                         | 4                | 8                | 12               |                  |                  |                  |
|  | Castors d'Avignon               | Castors d'Avignon               |                     |                     |                     |                     |                            | D2                         | 4                | 8                | 12               |                  |                  |                  |
|  | Jets de Viry-Châtillon          | Jets de Viry-Châtillon          | C3                  | 1                   | 1                   | 2                   |                            |                            |                  |                  |                  |                  |                  |                  |
|  | Jets de Viry-Châtillon          | Jets de Viry-Châtillon          | C3                  | 1                   | 1                   | 2                   |                            |                            |                  |                  |                  |                  |                  |                  |
|  | 22 février et 1 mars 2014       |                                 |                     |                     |                     |                     |                            |                            |                  |                  |                  |                  |                  |                  |
|  |                                 |                                 |                     |                     |                     |                     |                            |                            |                  |                  |                  |                  |                  |                  |
|  | Spartiates de Marseille         | Spartiates de Marseille         | D1                  | 5                   | 1                   | 6                   |                            |                            |                  |                  |                  |                  |                  |                  |
|  | Spartiates de Marseille         | Spartiates de Marseille         | D1                  | 5                   | 1                   | 6                   | 23 et 29 mars 2014         |                            |                  |                  |                  |                  |                  |                  |
|  | Ducs de Dijon 2                 | Ducs de Dijon 2                 | C4                  | 2                   | 5                   | 7                   |                            |                            |                  |                  |                  |                  |                  |                  |
|  | Ducs de Dijon 2                 | Ducs de Dijon 2                 | C4                  | 2                   | 5                   | 7                   | Ducs de Dijon 2            | Ducs de Dijon 2            | C4               | 4                | 4                | 8                |                  |                  |
|  | 22 février et 8 mars 2014       |                                 |                     |                     |                     |                     | Ducs de Dijon 2            | Ducs de Dijon 2            | C4               | 4                | 4                | 8                |                  |                  |
|  |                                 | Dauphins d'Épinal 2             | Dauphins d'Épinal 2 | C2                  | 4                   | 7                   | 11                         |                            |                  |                  |                  |                  |                  |                  |
|  | Dauphins d'Épinal               | Dauphins d'Épinal               | Dauphins d'Épinal 2 | C2                  | 4                   | 7                   | 11                         | C2                         | 2                | 11               | 13               |                  |                  |                  |
|  | Dauphins d'Épinal               | Dauphins d'Épinal               |                     |                     |                     |                     |                            | C2                         | 2                | 11               | 13               |                  |                  |                  |
|  | Griffes de l’ours d’Orcières    | Griffes de l’ours d’Orcières    | D3                  | 2                   | 1                   | 3                   |                            |                            |                  |                  |                  |                  |                  |                  |

### Carré final
Les équipes qualifiées pour la poule finale, sont identifiées par les lettres A, B, C et D correspondant à leur classement en saison régulière. Les poules n'étant pas égales en nombre d'équipes (2 poules de 8 et 2 poules de 7), les résultats obtenus face aux huitièmes de poule sont retirés pour établir ce classement. L'ordre des matchs pour ce carré final est le suivant :
- 1er  jour : B - C, A - D
- 2e jour : B - D, A - C
- 3e jour : C - D, A - B

Voici les équipes qualifiées ainsi que leur lettre :
| Lettre | Équipe              | Saison régulière | Points | Différence de buts |
| ------ | ------------------- | ---------------- | ------ | ------------------ |
| A      | Tigres de Boulogne  | 1er Groupe A     | 23     | +68                |
| B      | Castors d'Avignon   | 2e Groupe D      | 20     | +56                |
| C      | Dauphins d'Épinal 2 | 2e Groupe C      | 18     | +63                |
| D      | Remparts de Tours 2 | 2e Groupe A      | 17     | +18                |

Le carré final se dispute dans la patinoire Saint-Chamand d'Avignon.
Le système des points évolue durant cette phase (voir Formule de la saison). Contrairement aux matchs de saison régulière, il n'y a pas de match nul. Ainsi, une prolongation de 5 minutes en mort subite est disputée si nécessaire. Si aucun but n'est marqué dans cette mort subite, une séance de tirs au but est alors disputée.

#### Résultats
| 11 avril 2014 | Tigres de Boulogne | 3-1 (1-0, 2-0, 0-1) | Remparts de Tours 2 | Patinoire de Saint-Chamand 57 spectateurs |

| Feuille de match  | Feuille de match | Feuille de match | Feuille de match                              | Feuille de match                                              |
| ----------------- | --- | ---------------- | --------------------------------------------- | ------------------------------------------------------------- |
|                   | L. Orlowski (B. Paillet, Y. Guyot) — 15 min 7 s (SN) I. Fellbom (B. Paillet) — 23 min 35 s (IN) L. Orlowski (Y. Guyot, I. Fellbom) — 29 min 14 s - | 1-0 2-0 3-0 3-1  | - N. Perinet (R. Morisseau) — 54 min 1 s (SN) | Arbitrage : Alexis Grabit Frédéric Hemmery et Gabriel Pointel |
| Franck Constantin | Gardiens | Flavien Habatjou |                                               | Arbitrage : Alexis Grabit Frédéric Hemmery et Gabriel Pointel |
| 22 min            | Pénalités | 8 min            |                                               | Arbitrage : Alexis Grabit Frédéric Hemmery et Gabriel Pointel |
|                   | |                  |                                               | Arbitrage : Alexis Grabit Frédéric Hemmery et Gabriel Pointel |

| 11 avril 2014 | Castors d'Avignon | 4-7 (1-2, 1-2, 2-3) | Dauphins d'Épinal 2 | Patinoire de Saint-Chamand 350 spectateurs |

| Feuille de match | Feuille de match | Feuille de match                            | Feuille de match | Feuille de match                                              |
| ---------------- | --- | ------------------------------------------- | --- | ------------------------------------------------------------- |
|                  | D. Charpentier (Au. Juan, J. Malaval) — 4 min 59 s (SN) - B. Parmentier (Au. Juan, M. Jahant) — 32 min 25 s - P. Gleveau (C. Gastaud, Au. Juan) — 45 min 10 s - J. Bonnet (D. Ribourg, B. Parmentier) — 52 min 52 s - | 1-0 1-1 1-2 1-3 1-4 2-4 2-5 3-5 3-6 4-6 4-7 | - K. Pernot (Y. Charpentier, M. Charpentier) — 13 min 49 s G. Papelier (M. Martin, N. Ganz) — 18 min 41 s (SN) G. Chassard (G. Papelier, J. Chouleur) — 20 min 59 s M. Martin (G. Zitouni, G. Chassard) — 26 min 15 s - K. Pernot (M. Charpentier, N. Ganz) — 40 min 26 s (IN) - G. Chassard (M. Martin, N. Ganz) — 52 min 18 s - M. Martin (G. Zitouni, N. Ganz) — 53 min 24 s | Arbitrage : Jean Catarino Frédéric Hemmery et Gabriel Pointel |
| Johan Scanff     | Gardiens | Nicolas Ravel                               | | Arbitrage : Jean Catarino Frédéric Hemmery et Gabriel Pointel |
| 6 min            | Pénalités | 16 min                                      | | Arbitrage : Jean Catarino Frédéric Hemmery et Gabriel Pointel |
|                  | |                                             | | Arbitrage : Jean Catarino Frédéric Hemmery et Gabriel Pointel |

| 12 avril 2014 | Tigres de Boulogne | 6-0 (0-0, 2-0, 4-0) | Dauphins d'Épinal 2 | Patinoire de Saint-Chamand 85 spectateurs |

| Feuille de match  | Feuille de match | Feuille de match        | Feuille de match | Feuille de match                                                    |
| ----------------- | --- | ----------------------- | ---------------- | ------------------------------------------------------------------- |
|                   | K. Lanson (K. Gourgand) — 29 min 34 s K. Gourgand (C. Jolly, A. Becaglia) — 30 min 58 s C. Jolly (A. Becaglia) — 47 min 12 s Y. Guyot (B. Paillet, A. Gallet) — 49 min 56 s (SN) Y. Guyot (B. Paillet, A. Gallet) — 52 min 54 s C. Jolly (U.N. Duong, A. Becaglia) — 55 min 48 s (SN) | 1-0 2-0 3-0 4-0 5-0 6-0 | -                | Arbitrage : Alexis Grabit Frédéric Hemmery et Nicolas Constantineau |
| Franck Constantin | Gardiens | Pierre Mauffrey         |                  | Arbitrage : Alexis Grabit Frédéric Hemmery et Nicolas Constantineau |
| 24 min            | Pénalités | 14 min                  |                  | Arbitrage : Alexis Grabit Frédéric Hemmery et Nicolas Constantineau |
|                   | |                         |                  | Arbitrage : Alexis Grabit Frédéric Hemmery et Nicolas Constantineau |

| 12 avril 2014 | Castors d'Avignon | 5-3 (2-1, 2-0, 1-2) | Remparts de Tours 2 | Patinoire de Saint-Chamand 487 spectateurs |

| Feuille de match | Feuille de match | Feuille de match            | Feuille de match | Feuille de match                                            |
| ---------------- | --- | --------------------------- | --- | ----------------------------------------------------------- |
|                  | - M. Jahant (D. Ribourg, L. Favret) — 7 min 19 s (SN) D. Ribourg (R. Brugier, N. Donnadille) — 13 min 17 s J. Malaval (J. Fazende, J. Bonnet) — 25 min 31 s C. Gastaud (D. Ribourg, L. Favret) — 36 min 5 s (SN) N. Donnadille (D. Ribourg, J. Fazende) — 49 min 2 s - | 0-1 1-1 2-1 3-1 4-1 5-1 5-2 | N. Kaneko (J. Xavier, G. Cler) — 5 min 9 s (IN) - V. Morais (G. Cler, B. Leveque) — 52 min 5 s J. Xavier (G. Cler, M. Pasquier) — 53 min 30 s (SN) | Arbitrage : Jean Catarino Gabriel Pointel et Florian Robert |
| Johan Scanff     | Gardiens | Florian Habatjou            | | Arbitrage : Jean Catarino Gabriel Pointel et Florian Robert |
| 28 min           | Pénalités | 30 min                      | | Arbitrage : Jean Catarino Gabriel Pointel et Florian Robert |
|                  | |                             | | Arbitrage : Jean Catarino Gabriel Pointel et Florian Robert |

| 13 avril 2014 | Dauphins d'Épinal 2 | 2-4 (0-0, 1-3, 1-1) | Remparts de Tours 2 | Patinoire de Saint-Chamand 72 spectateurs |

| Feuille de match | Feuille de match                                                                                            | Feuille de match        | Feuille de match | Feuille de match                                             |
| ---------------- | --- | ----------------------- | --- | ------------------------------------------------------------ |
|                  | - M. Martin (G. Zitouni, B. Dunand) — 38 min 28 s M. Martin (G. Chassard, P. Mauffrey) — 46 min 56 s (SN) - | 0-1 0-2 0-3 1-3 2-3 2-4 | B. Quinsac (G. Cler, J. Xavier) — 21 min 48 s B. Quinsac (M. Pasquier, G. Ferrand) — 27 min 32 s B. Leveque (N. Kaneko, V. Morais) — 31 min 23 s - B. Quinsac (M. Pasquier, N. Perinet) — 48 min 16 s | Arbitrage : Jean Catarino Frédéric Hemmery et Florian Robert |
| Pierre Mauffrey  | Gardiens | Flavien Habatjou        | | Arbitrage : Jean Catarino Frédéric Hemmery et Florian Robert |
| 12 min           | Pénalités                                                                                                   | 14 min                  | | Arbitrage : Jean Catarino Frédéric Hemmery et Florian Robert |
|                  | |                         | | Arbitrage : Jean Catarino Frédéric Hemmery et Florian Robert |

| 13 avril 2014 | Castors d'Avignon | 5-2 (1-1, 2-1, 2-0) | Tigres de Boulogne | Patinoire de Saint-Chamand 485 spectateurs |

| Feuille de match | Feuille de match | Feuille de match            | Feuille de match                                                                   | Feuille de match                                                   |
| ---------------- | --- | --------------------------- | ---------------------------------------------------------------------------------- | ------------------------------------------------------------------ |
|                  | C. Gastaud (M. Jahant) — 7 min 5 s (SN) - M. Jahant (P. Gleveau, L. Favret) — 29 min 4 s (SN) J. Bonnet (J. Malaval, J. Fazende) — 29 min 44 s - J. Fazende (J. Malaval, Al. Juan) — 57 min 3 s D. Ribourg — 59 min 6 s (IN) | 1-0 1-1 2-1 3-1 3-2 4-2 5-2 | - A. Gallet (Y. Guyot) — 10 min 7 s (SN) - L. Orlowski (A. Gallet) — 33 min 39 s - | Arbitrage : Alexis Grabit Gabriel Pointel et Nicolas Constantineau |
| Johan Scanff     | Gardiens | Franck Constantin           |                                                                                    | Arbitrage : Alexis Grabit Gabriel Pointel et Nicolas Constantineau |
| 28 min           | Pénalités | 14 min                      |                                                                                    | Arbitrage : Alexis Grabit Gabriel Pointel et Nicolas Constantineau |
|                  | |                             |                                                                                    | Arbitrage : Alexis Grabit Gabriel Pointel et Nicolas Constantineau |

| Clt   | Équipe   | PJ | V | VP | D | DP | BP | BC | Diff | Pts |
| ----- | -------- | -- | - | -- | - | -- | -- | -- | ---- | --- |
| +001, | Avignon  | 3  | 2 | 0  | 1 | 0  | 14 | 12 | +2   | 6   |
| +002, | Boulogne | 3  | 2 | 0  | 1 | 0  | 11 | 6  | +5   | 6   |
| +003, | Tours 2  | 3  | 1 | 0  | 2 | 0  | 8  | 10 | -2   | 3   |
| +004, | Épinal 2 | 3  | 1 | 0  | 2 | 0  | 9  | 14 | -5   | 3   |

- Montée en Division 2